# Manchester United FC
Manchester United FC (celým názvem: Manchester United Football Club) je anglický fotbalový klub, který sídlí v Manchesteru ve stejnojmenném metropolitním hrabství Greater Manchester. Od roku 1975 hraje nepřetržitě nejvyšší soutěž v Anglii (nyní Premier League). K jeho největším úspěchům patří tři vítězství v Lize mistrů (1968, 1999 a 2008), jedno vítězství v Poháru vítězů pohárů (1991) a v Evropské lize (2017) a 20 titulů v nejvyšší soutěži (z toho 12 v Premier League).
Klub byl založen pod jménem Newton Heath LYR FC v roce 1878 jako tým pracovníků Lancashierských a Yorkshirských drah v depu Newton Heath. V roce 1902 bylo klubové jméno změněno na „Manchester United“, ačkoli byly i návrhy na jména jako „Manchester Celtic“ a „Manchester Central“. Klub je také znám pod jmény „Man United“, nebo jednoduše „United“. Přezdívka „Man U“ vyjadřuje pohrdání nad klubem a je často používána tiskem a fanoušky protivníků. Sídlo klubu a stadion nejsou umístěny přímo v City of Manchester, ale ve čtvrti Trafford mezi městy Manchester a Salford.
United jsou jedním z největších a nejvíce podporovaných klubů v Anglii, který v devadesátých letech pod vedením Sira Alexe Fergusona naprosto dominoval anglické lize způsobem, jaký naposledy předvedl Liverpool v sedmdesátých a osmdesátých letech. Vrcholem byla sezóna 1998/99, ve které získal klub treble - vyhrál Premier League, Anglický pohár a Ligu mistrů, čímž se definitivně zařadil mezi legendární světové týmy.
Své domácí zápasy odehrává na stadionu Old Trafford s kapacitou 75 643 diváků.

## Historie
Manchester United měl ve svém období čtyři slavné éry – na počátku 20. století pod vedením J. Ernesta Mangnalla, v padesátých a šedesátých letech za legendárního Sira Matta Busbyho a v devadesátých letech a na počátku milénia pod taktovkou Sira Alexe Fergusona. Vedle těchto úspěšných období je v dějinách klubu důležitá událost známá pod jménem Mnichovská tragédie, při kterém se krátce po startu z mnichovského letiště v roce 1958 zřítilo letadlo s manchesterskými fotbalisty. Osm jich tragédii nepřežilo. Na stadionu Old Trafford neustále běží hodiny měřící čas od této tragédie.

### Počátky (1878–1945)
Klub byl založen jako Newton Heath (Lancashire & Yorkshire Railway) pracovníky dráhy v roce 1878. Jméno bylo brzy zkráceno na Newton Heath. Klub byl v roce 1889 jedním ze zakladatelů Fotbalové aliance (Football Alliance), která se v roce 1892 sloučila s Fotbalovou ligou (Football League).
První známý filmový záznam zápasu United je z 6. prosince 1902, kde Manchester vyhrál v Burnley 2:0.
Klub se v roce 1902 dostal do bankrotu a zachránil ho až J. H. Davies, který zaplatil klubový dluh, změnil jméno klubu na Manchester United a změnil také barvy klubu ze zlaté a zelené na červenou a bílou. V roce 1908 klub vyhrál ligu a s Daviesovým finančním přispěním se v roce 1909 přestěhoval na nový stadion Old Trafford.
Během dvou válek měl klub velké problémy a na počátku druhé světové války dlužil 70 000 liber.

### Busbyho éra (1945–1969)

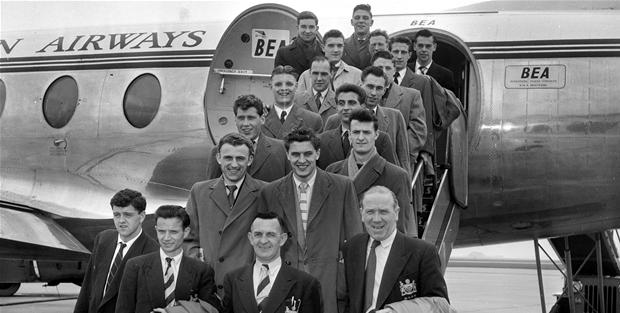
The Busby Babes v Dánsku roku 1955

Matt Busby byl jmenován trenérem v roce 1945 a zvolil tenkrát neslýchaný přístup, kdy chodil s hráči na hřiště během tréninku. Úspěch přišel téměř okamžitě. V roce 1947 skončil Manchester druhý v lize a o rok později dokonce vyhrál Anglický pohár.
Busby měl taktiku, že obsazoval hráče z mládežnických klubů kdykoliv to jen bylo možné a v roce 1956, kdy klub vyhrál ligu, byl průměrný věk v týmu jen 22 let. V dalším roce United znovu získaly titul a v Anglickém poháru prohrály až ve finále s Aston Villou. Staly se také prvním klubem Anglie, který se účastnil Evropského poháru, ve kterém se dostali do semifinále.
Tragédie poznamenala další sezónu. Manchester se vracel 6. února 1958 letadlem ze zápasu Evropského poháru v Bělehradě a zastavil se na doplnění paliva v Mnichově. Při vzletu v mlze se ale letadlo nemohlo odlepit od země, přejelo startovací dráhu a explodovalo. 8 hráčů a 15 dalších pasažérů zemřelo. Byl téměř zázrak, že přežil trenér Busby i nejlepší hráč Bobby Charlton. Hovořilo se o rozkládajícím týmu, ale Matt Busby se rychle vyléčil ze zranění a klub se ještě v tom roce ještě dostal do finále Poháru FA, kde podlehl Boltonu.
Busby na začátku 60. let celý tým přestavěl a podepsal hráče, jako byl například Denis Law. Tým vyhrál Anglický pohár v roce 1963 a domácí ligu v letech 1965 a 1967. V roce 1968 porazil ve finále Benficu 4:1 a získal Evropský pohár (PMEZ). V týmu hráli tři hráči s titulem Evropský fotbalista roku: Bobby Charlton, Denis Law a George Best. Busby odešel další sezónu v roce 1969.

### 1969–1986

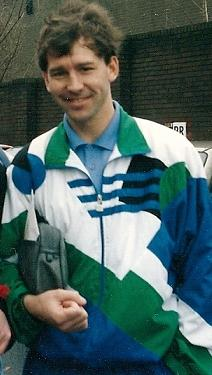
Bryan Robson, dlouholetý kapitán Red Devils

United se snažili o nahrazení legendárního Matta Busbyho, ale ani Wilfu McGuinnessovi či Franku O'Farrellovi se to příliš nepovedlo. K týmu tedy přišel na konci roku 1972 Tommy Docherty, který zachránil tým od sestupu, ale další sezónu se mu to již nepovedlo. Manchester strávil v druhé lize jen jednu sezónu a hned tu další se probojoval do finále Poháru FA, kde byl poražen Southamptonem. Finálovou účast zopakovali United hned v následující sezóně roku 1977, ve kterém dokonce porazili v té době suverénní Liverpool, a zabránily mu tak v zisku prvního treblu v historii, který United získali v roce 1999. Navzdory tomuto úspěchu a velké podpoře fanoušků byl Docherty brzy po finálovém zápase odvolán, když vyšla najevo jeho milostná aféra se ženou kolegy.
Do týmu nastoupil Dave Sexton. K nelibosti fanoušků, kteří byli navyklí na ofenzivní taktiku Busbyho a Dochertyho, preferoval tento trenér defenzivní styl. Nepodařilo se mu získat žádnou trofej a v roce 1981 byl propuštěn.
Byl nahrazen Ronem Atkinsonem, který krátce po příchodu na Old Trafford překonal britský rekord v přestupových částkách, když z West Bromwiche koupil Bryana Robsona. V týmu se objevili noví hráči, jako Jesper Olsen a Gordon Strachan, kteří hráli po boku s odchovanci jako Norman Whiteside a Mark Hughes. V roce 1983 a 1985 vyhrál tým Pohár FA a v sezóně 1985/86 byl největším kandidátem na titul, když dokázal zvítězit ve všech prvních deseti zápasech sezóny. United měli na začátku října náskok 10 bodů před soupeři. Pak ale přišel pokles formy a výsledkem bylo jen 4. místo. Špatné výsledky měl tým i další sezónu, kdy se pohyboval na hraně sestupu a Atkinson byl odvolán.

### Éra Sira Alexe Fergusona (1986–2013)

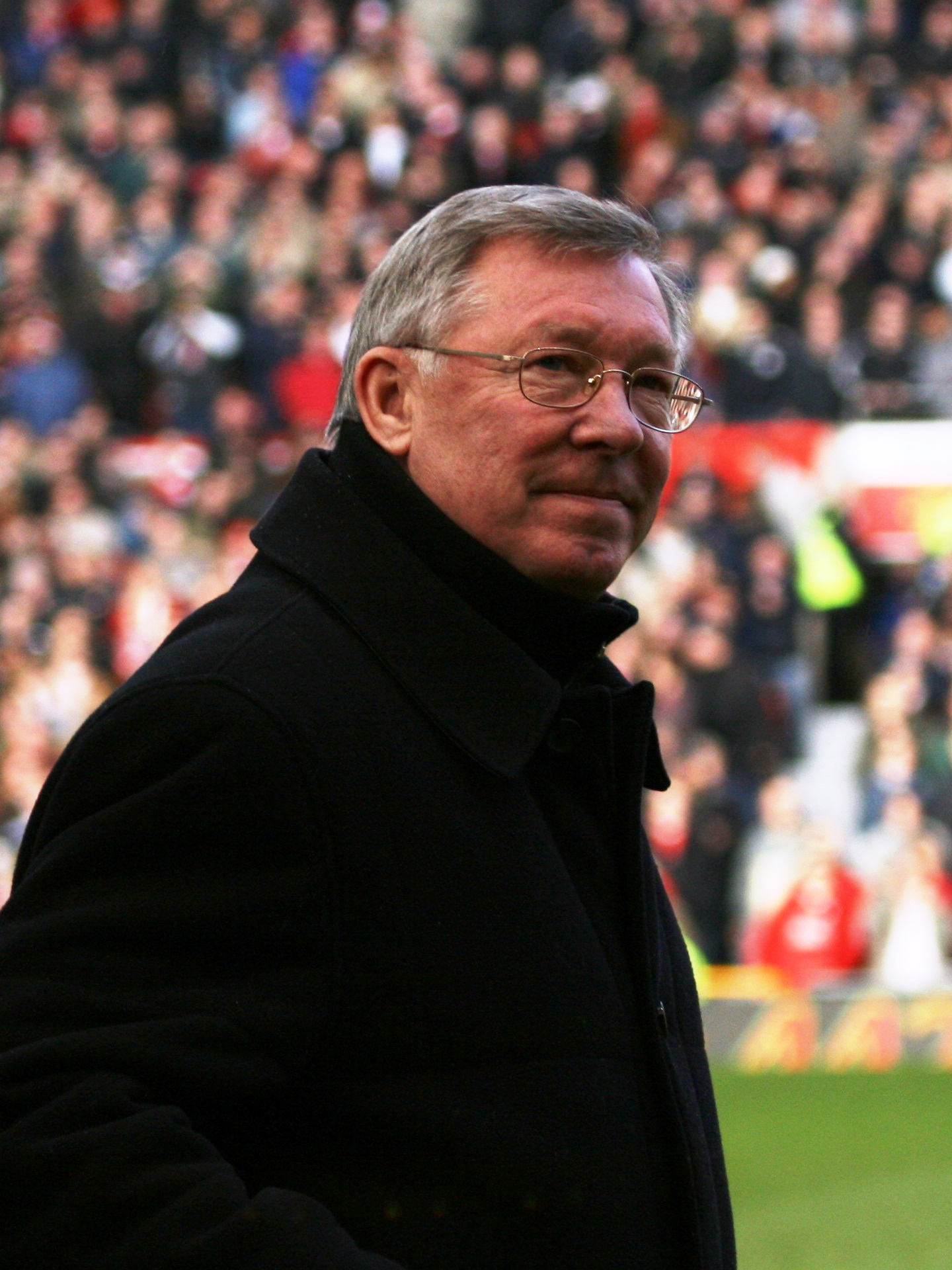
Alex Ferguson

Atkinsona nahradil na trenérské lavičce Alex Ferguson a získal s ním v první sezóně 11. místo, ale již v další sezóně (1987/88) obsadily United druhou příčku a Brian McClair se stal prvním hráčem od dob George Besta, který nastřílel v rudém dresu 20 branek za sezónu.
Avšak další sezóna se opět nepovedla a nové Fergusonovy posily nesplnily očekávání fanoušků. Na začátku roku 1990 se objevily spekulace, že bude trenér vyhozen, ale výhra ve třetím kole Poháru FA udržela Fergusona v pozici. Navíc pak rudí ďáblové tuto trofej vyhráli.
Devadesátá léta představovali nejslavnější kapitolu v dějinách klubu. Na vítězství v Poháru FA navázali United v následující sezóně vítězstvím v Poháru vítězů pohárů (1990–1991), když ve finále porazili Barcelonu 2:1, a vše ještě podtrhli ziskem Superpoháru (proti CZ Bělehrad). Úspěchy v pohárových soutěžích v sedmdesátých a osmdesátých létech však nemohli – přes nespornou popularitu FA Cupu – vynahradit vítězství v ligové soutěži. Když United přes velmi nadějný průběh nakonec ztratili ligovou sezónu 1991/92 (druzí za Leeds United), vypadalo to na prokletí, které prostě nedokážou překonat.
Následující sezóna však nepřinesla jen změnu názvu nejvyšší anglické soutěže (z First Division se stala Premier League), ale také příchod hráče, který pro tým Alexe Fergusona znamenal svorník pevně propojující celou konstrukci – Erica Cantony. V sezóně 1992/93 United získali první ligový titul po 26 letech a hned v následujícím roce jej obhájili. Zisk druhého titulu v řadě ještě okořenili vítězstvím v FA Cupu a tedy prvním double v historii klubu; v téže sezóně těsně přišli o „domácí treble“ prohrou ve finále Ligového poháru. V té době se také United vrátili do nejvyšší evropské klubové soutěže – Ligy Mistrů – ve které však při svých dvou prvních účastech neuspěli, zčásti kvůli malým mezinárodním zkušenostem, zčásti také kvůli limitovanému počtu cizinců, mezi které se v tomto období počítali i Irové, Velšané a Skotové a tým tak nemohl nastupovat v nejsilnější sestavě. Sezóna 1994/95 byla pro klub dost nešťastná. Sezónu nedohrál Eric Cantona, který byl vyloučen na Crystal Palace a při odchodu ze hřiště napadl fanouška, který jej hrubě urážel; Cantona byl distancován až do podzimu a United přišli jak o titul, v poslední den sezóny jen remizovali, jakékoli vítězství by znamenalo třetí titul v řadě, tak o FA Cup – ve finále soutěže prohráli s tehdy výrazně slabším Evertonem. Konec sezóny byl navíc poznamenán odchodem tří opor – Hughese, Kančelskise a Ince, který Alex Ferguson nekompenzoval drahými nákupy, ale nasazením neostřílených mladíčků. K Ryanu Giggsovi, který v týmu zářil již několik let, se přidali další odchovanci – bratři Nevillové, Paul Scholes, Nicky Butt a David Beckham. Přes porážku v úvodním kole dalšího ročníku, kterou bývalý hráč FC Liverpool Alan Hansen komentoval slovy „s dětmi nemůžete vyhrávat trofeje“ se sezóna 1995/96 proměnila v další úspěšný rok – po návratu Erica Cantony United získali další titul resp. double, když ve finále poháru (gólem Cantony) porazili – Liverpool. V následující sezóně tým opět obhájil titul, ale poměrně nešťastně vypadl v semifinále Ligy Mistrů s pozdějším vítězem Dortmundem a hlavně Eric Cantona nečekaně ukončil kariéru.

#### Vítězství v Lize mistrů po 30 letech

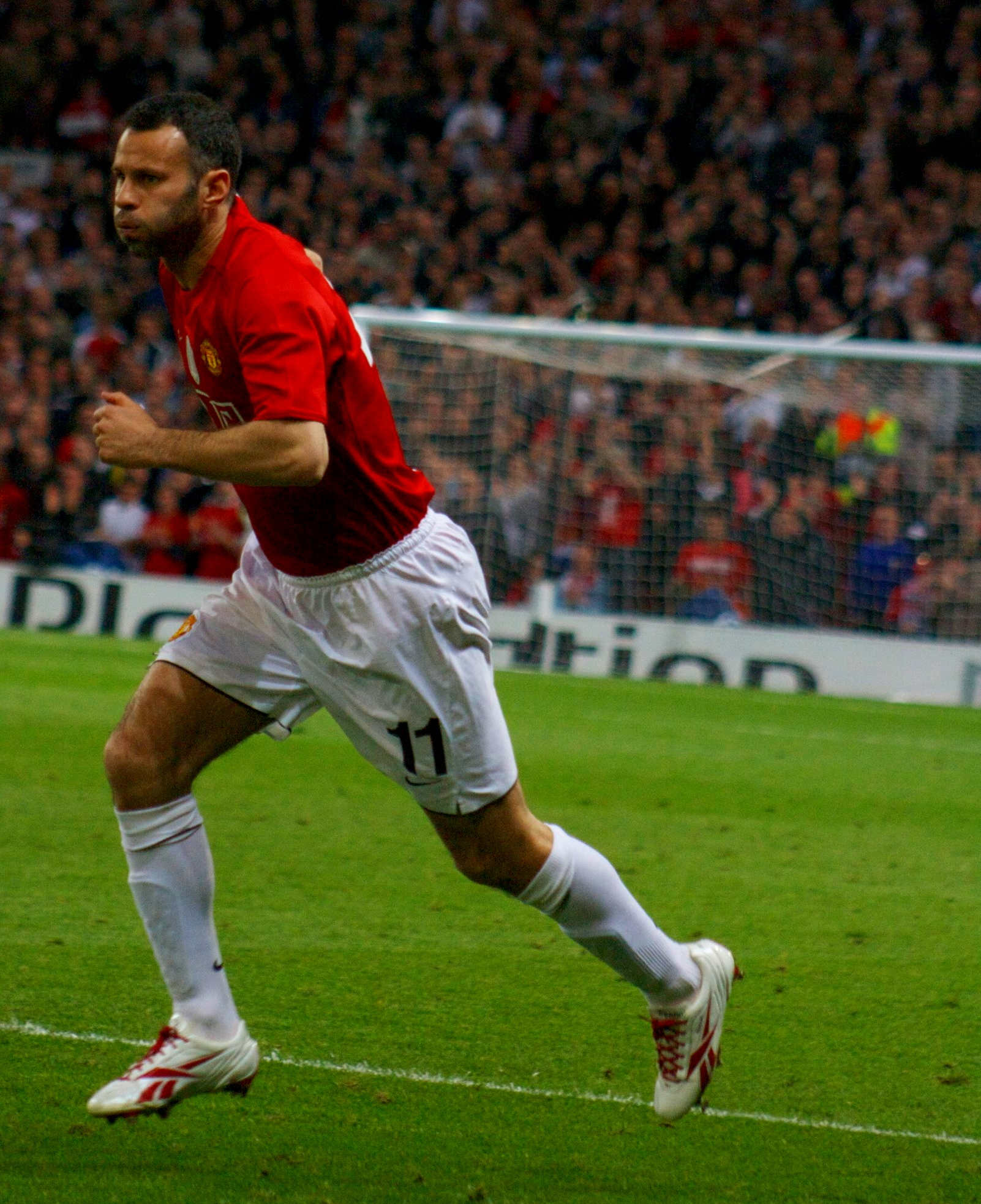
Ryan Giggs

Do sezóny 1997/98  vstoupil klub velmi nadějně. Ještě v lednu United vedli suverénně ligu, měli – po hladkém průběhu základní skupiny – zajištěno čtvrtfinále Ligy Mistrů a když v FA Cupu vedli v průběhu zápasu 5:0 nad Chelsea na Stamford Bridge, vypadalo to na další triumfální sezónu. Jaro však přineslo celou řadu zranění a když v jednom týdnu United prohráli v lize doma 0:1 s mocně, v tabulce ligy, dotahujícím Arsenalem a následně vypadli z Ligy mistrů s AS Monaco, přišla celá sezóna nazmar. Před sezónou 1998/99 jednou z nejúžasnějších v dějinách klubového fotbalu – United posílili Jaap Stam – nizozemský pilíř obrany, Jesper Blomqvist – skvělá alternace k Ryanu Giggsovi a Dwight Yorke – trinidadský střelec získaný z Aston Villy za tehdy rekordních 12,6 mil. liber. V této sezóně United získali „treble“ (tzn. vyhráli dvě hlavní domácí soutěže plus titul v Lize mistrů resp. PMEZ) jako čtvrtý evropský klub v historii. Před ním se to zdařilo pouze skotskému Celticu (1967) a nizozemským celkům AFC Ajax (1972) a PSV Eindhoven (1988).

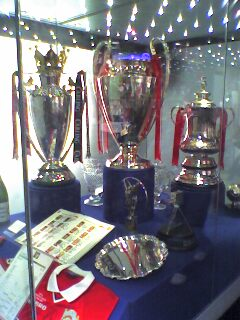
Trofeje z mistrovského treblu 1999

Boj o ligový titul s Arsenalem rozhodl Manchester až v posledním kole, v poháru FA museli jeho hráči porazit v podstatě všechny špičkové týmy Anglie (Liverpool, Chelsea, Arsenal a Newcastle) a zejména 3. kolo s Liverpoolem (2 góly v posledních minutách zápasu – 2:1) a vítězství v opakovaném semifinále s Arsenalem (za stavu 1:1 v poslední minutě chytil Peter Schmeichel penaltu Dennisi Bergkampovi a v nastavení – kdy United již byli bez vyloučeného R. Keanea – dal Ryan Giggs po sólu přes 6 hráčů vítězný gól na 2:1) vešly do dějin klubu. Vrcholem pak bylo účinkování v Lize Mistrů. Po postupu ze základní „skupiny smrti“ (s Bayernem Mnichov a Barcelonou) United přešli přes Inter Milán (2:0, 1:1) a Juventus Turín (1:1 doma, 3:2 v Turíně) až do finále – opět proti Bayernem Mnichov. Záloha Giggs - Keane - Scholes - Beckham se díky předvedeným výkonům ještě „za života“ stala legendou a útočný tandem Dwight Yorke - Andy Cole rovněž. Samotné finále Ligy mistrů nebylo z pohledu United nejlepším zápasem. Chyběli po semifinále distancovaní Keane a Paul Scholes a improvizovaná záloha nepodala srovnatelný výkon. Bayern se navíc brzy a lacině ujal vedení, měl další šance (tyč a břevno) a ještě na začátku nastavení vedl 1:0. Pak však po dvou rozích Davida Beckhama během dvou minut zápas otočili náhradníci Teddy Sheringham a Ole Gunnar Solskjær, United zvítězili ve finále Ligy mistrů 2:1 a ziskem „treble“ připravili fanouškům klubu největší zážitek historie. Finále Ligy mistrů navíc symbolicky tento rok připadlo přesně na 26. května 1999 a tedy na 90. výročí narození Matta Busbyho (celým jménem Sir Alexander Matthew Busby) pod jehož taktovkou kdysi Manchester vyhrál svůj první titul v nejprestižnější evropské soutěži – Pohár mistrů evropských zemí (předchůdce Ligy mistrů) v roce 1968. "Treble" navíc korunovali na sklonku roku vítězstvím v Interkontinentálním poháru nad Palmeiras 1:0 (gólem Roye Keanea), čímž historicky překonali své předchůdce z roku 1968, kdy United prohráli po vítězství v PMEZ s Estudiantes La Plata.

#### 2000–2005

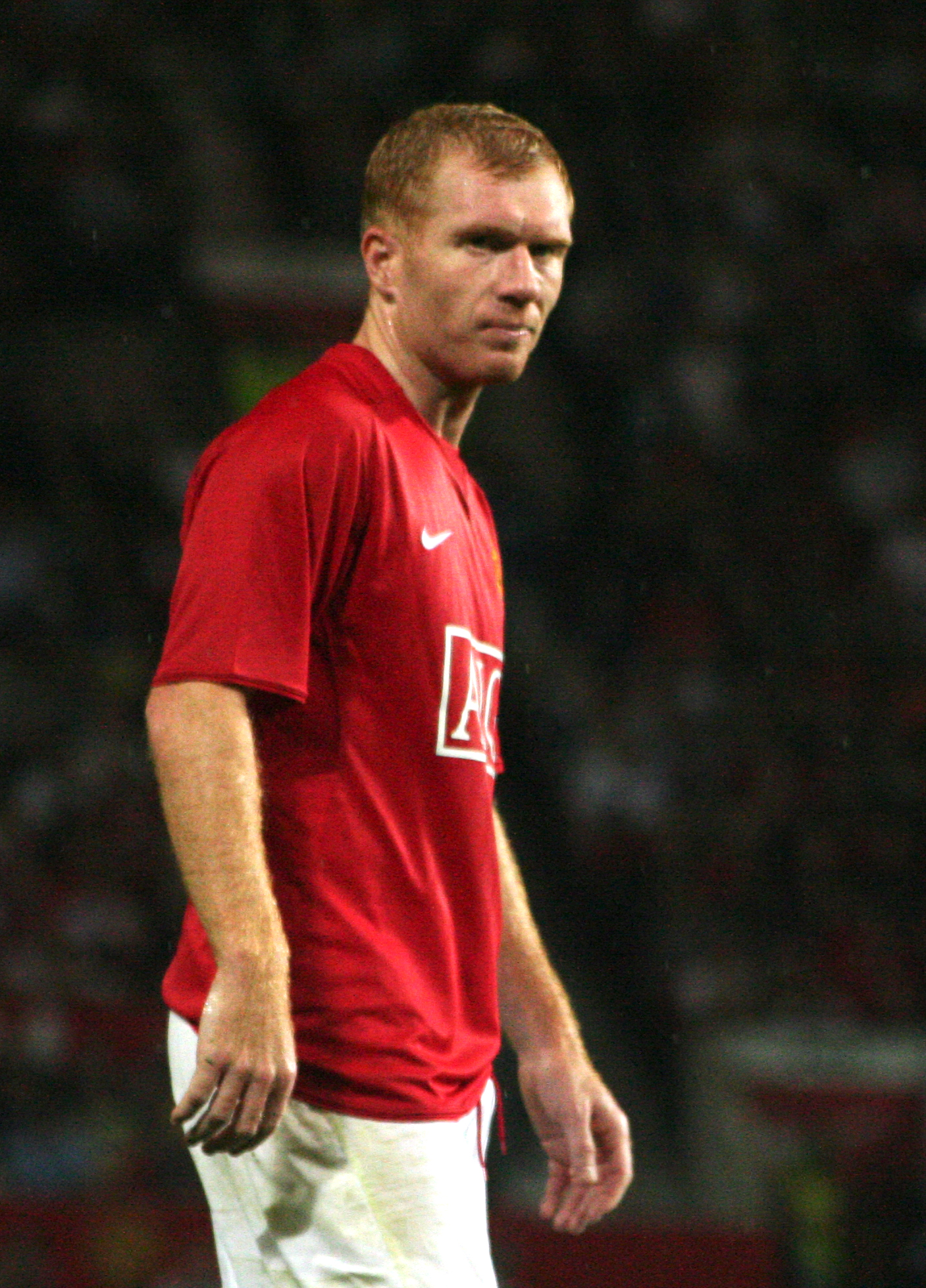
Paul Scholes

Další dvě sezóny (1999/00 a 2000/01) měli velmi podobný průběh – United poměrně s přehledem vyhráli Premier League, ale v Lize Mistrů vypadli vždy ve čtvrtfinále. V té době hráli vynikající fotbal, ale přece jen trpěli odchodem brankářské legendy P. Schmeichela, kterého nikdo z jeho nástupců (M. Bosnich, R. van der Gouw, M. Taibi) nedokázal nahradit. Angažováním nizozemského kanonýra Ruuda van Nistelrooije a postupným odchodem (mj.) Jaapa Stama, Dwighta Yorkea a Andy Colea se složení týmu, který v roce 1999 měl stále velký potenciál, přece jen začalo měnit; velké naděje vzbudil příchod francouzského brankáře Fabiena Bartheze (mistra světa 1998), nicméně i jeho kariéra v United byla vroubena řadou fatálních chyb. V sezóně 2001/02 klub postoupil do semifinále Ligy Mistrů, kde smolně vypadl s Bayerem Leverkusen, a vyhrál po skvělém finiši Premier League v roce 2003, nicméně od té doby šla křivka jeho úspěchů poněkud dolů a jedinou trofejí ze sezón 2003/04 a 2004/05 byl FA Cup v roce 2004. Odchodem legend Davida Beckhama (2003 – do Realu Madrid) a Roye Keanea (2005 – do Celticu Glasgow) zůstali v klubu poslední mohykáni z roku 1999: Paul Scholes, Gary Neville a Ryan Giggs. S nástupem peněz Romana Abramoviče do Chelsea FC v roce 2003 dominantní postavení Manchesteru United (soupeřícího v období 1998 – 2003 v podstatě jen s Arsenalem) v anglickém fotbale skončilo, klubem otřásla změna vlastnických vztahů, koupil jej v létě 2005 za velkého odporu fanoušků americký miliardář Malcolm Glazer, a v sezóně 2005/06 navíc United poprvé za deset let nepostoupili ze základní skupiny Ligy mistrů. Nová generace hráčů (vedle již zkušených Ruuda van Nistelrooye a R. Ferdinanda zejména Wayne Rooney a Cristiano Ronaldo vyvolává neutuchající zájem fanoušků,byť po převzetí M. Glazerem přece jen trochu utlumený, a přes určitou stagnaci stále vynikající ekonomické výsledky byly však příslibem, že se Rudí ďáblové z Old Trafford dokážou vrátit zpět na pozice nejvyšší jak v anglickém, tak evropském fotbale.

#### 2006–2010
A tak se také stalo po dvou titulech Chelsea (2005, 2006) United vrátili titul na Old Trafford, a ne jen jednou. Po titulu v sezoně 2006/07 přišla další skvělá sezona, která se téměř vyrovnala té památné v roce 1999. Velký podíl na úspěchu měl Cristiano Ronaldo, který vstřelil ve všech soutěžích 42 gólů a na konci roku se stal také držitelem Zlatého míče pro nejlepšího hráče hrajícího v Evropě. V této sezoně měl skvělý podzim Arsenal, hrající nejlepší fotbal, ovšem jeho velmi mladý tým nejspíš neustál tlak, po přelomu roku se propadl a musel se spokojit s třetím místem. O titul tak bojovali Chelsea a Manchester; nakonec tento boj dopadl úspěšněji právě pro United. V semifinále Ligy mistrů se Manchester setkal s FC Barcelona, přes kterou postoupil díky jedinému gólu dvojzápasu, který vstřelil Paul Scholes. Ve finále se pak utkal s Chelsea, která mohla nahradit vítězstvím ve finále LM neúspěch v Premier League. V prvním poločase zápasu padly oba dva góly, za United se trefil Cristiano Ronaldo, na konci poločasu srovnal Frank Lampard. Další góly už nepadly a po prodloužení pak rozhodovaly penalty. Petr Čech v nich vychytal Cristiana Ronalda, a v 5. sérii mohl rozhodnout kapitán Chelsea John Terry. Ten ovšem v klíčovém okamžiku trefil tyč. Penaltu pak proměnil veterán Ryan Giggs a když van der Sar vychytal Anelku, mohla propuknout červená radost. Jediný rozdíl oproti roku 1999 byl, že United nezískali treble a také nezískali obě trofeje tak strhujícím způsobem jako na konci minulého století. V lednu následujícího roku také zvítězili na MS klubů.

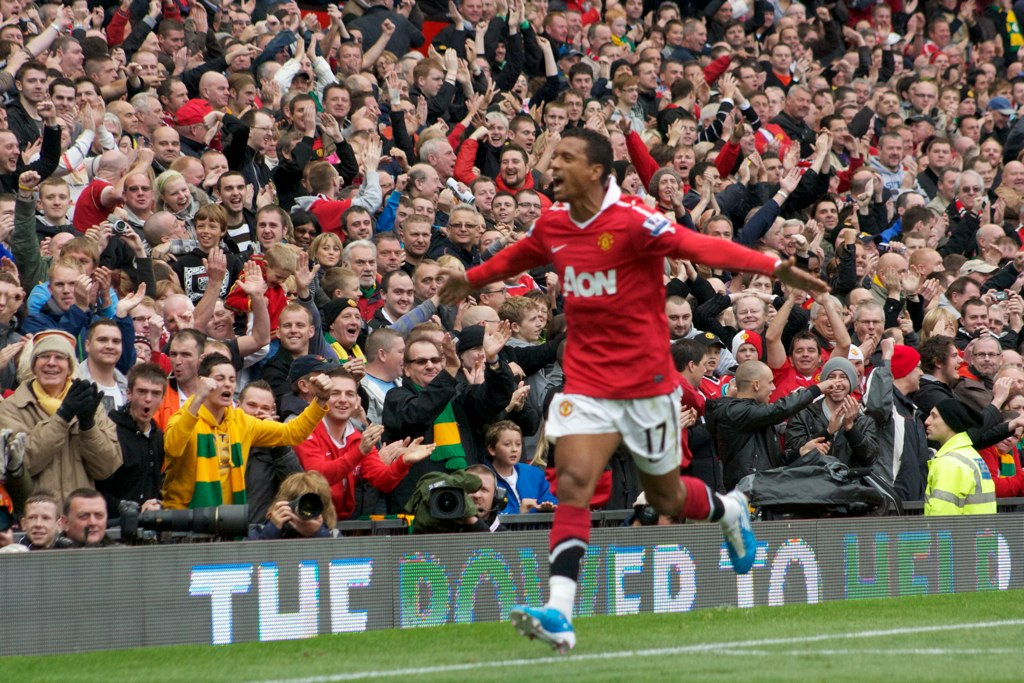
Nani

I další sezona 2008/09 byla velmi úspěšná, ale mohla být ještě úspěšnější. Nejprve v lednu zvítězili ve finále Carling Cupu. Na jaře předvedli několik skvělých obratů. Například s Tottenhamem prohrávali po poločase 3:0 a zvítězili 5:3, a s Aston Villou prohrávali 1:0, když v poslední desetiminutovce srovnali stav a pak dal rozhodující gól mladíček Federico Macheda, pro něhož to byl první soutěžní zápas v A-týmu vůbec. United v této sezoně oslavili třetí titul v řadě ještě s krátkým předstihem. V Lize mistrů přešli přes Inter Milán, v semifinále porazili Arsenal a ve finále se v Římě utkali s Barcelonou, vítězem španělské ligy i poháru. Liga mistrů v této sezoně ovšem přinesla zajímavější zápasy než finále, například čtvrtfinále mezi Liverpoolem a Chelsea, v němž se postupové misky vah neustále přesívaly na druhou stranu a které skončilo 4:4, nebo semifinále Barcelony s Chelsea, kde první zápas na barcelonském Nou Campu skončil bez branek a v odvetě pak Chelsea vstřelila brzy gól, pak svědomitě bránila a až v 90. minutě vstřelil, z první barcelonské střely na branku, postupový gól Barcelony Iniesta. Ve finále s Manchesterem vstřelil brzy gól barcelonský útočník Samuel Eto'o, vedení Barcy pak potvrdil v druhém poločase hlavou Lionel Messi, který v závěru roku zvítězil ve Zlatém míči, a vzhledem k nepříliš kvalitnímu výkonu United v tomto zápase tak Manchester musel skousnout porážku 2:0 a nestal se tak prvním týmem, který by obhájil vítězství v novodobé Lize mistrů. Cristiano Ronaldo předvedl i v této sezoně povedené výkony, ale na sezonu 2007/08 nenavázal.

#### 2010–2013

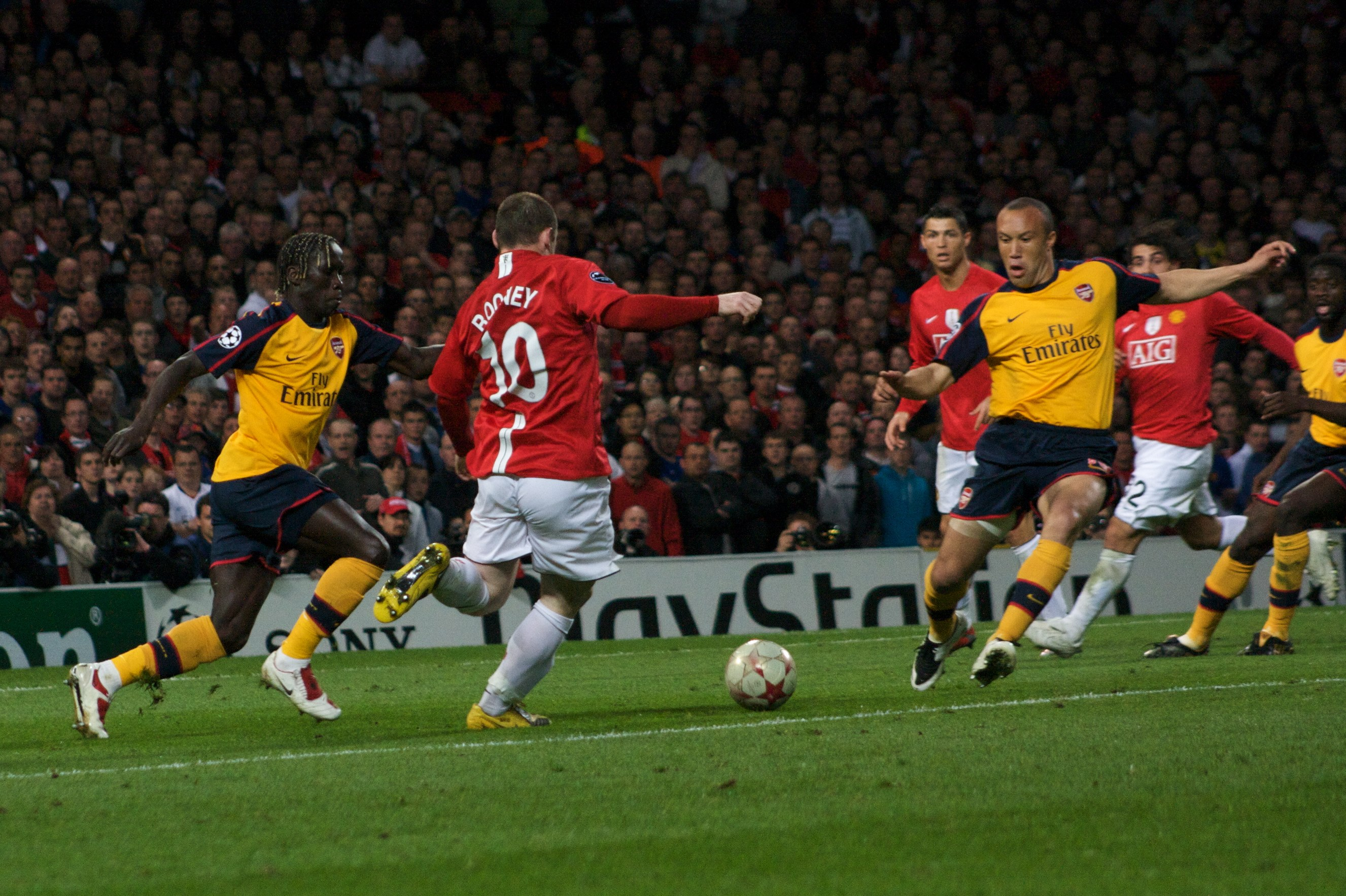
Wayne Rooney a Mikael Silvestre během semifinále Ligy Mistrů v sezóně 2008/09

Do sezony 2009/10 vstupovali United s trochu menšími očekáváními kvůli odchodu hvězdy Cristiana Ronalda do Realu Madrid a útočníka Carlose Téveze do konkurenčního Manchesteru City. Jediným příchodem byl Luis Valencia z Wiganu. Ovšem Rooney na sebe převzal po Ronaldovi úlohu střelce gólů, Valencia zase úlohu nahrávače. Jediný a také závažný problém nastal, když na podzim bylo v jednu chvíli zraněných 8 z 9 kvalitních obránců a na postu obránců tak nastupovali někdy i ofenzivní záložníci. To se pochopitelně projevilo i na výsledcích, ale i tak Manchester postoupil ze skupin LM a držel se v popředí tabulky.
V lednu, po návratu většiny obránců, bylo tak vše otevřené. K titulu měl blízko Chelsea, Arsenal i Manchester a na fanoušky tak čekal velmi zajímavý závěr sezony. Jediný výrazný neúspěch zaznamenali United ve 3. kole FA Cupu, kde prohráli s třetiligovým Leedsem. Ve dvojzápase v semifinále Ligového poháru s Manchesterem City, kde první zápas vyhráli Citizens 2:1 (góly Giggs – 2× Tévez) pak United otočili na svém hřišti góly Scholese a Carricka dvojzápas ve svůj prospěch. Tévez, který se v létě předtím rozešel s United ne zrovna v dobrém, pak ještě zdramatizoval zápas gólem na 2:1, ale v nastavení, jak je u United, kteří hrají nejlépe právě na konci zápasu, kdy si vytvářejí drtivý tlak obvyklé, poslal United do finále s Aston Villou Wayne Rooney. United tak byli na cestě k obhajobě trofeje v Carling Cupu, v boji o vítězství v Lize mistrů a hlavně měli blízko ke čtvrtému titulu v řadě. V roce 2010 by to byl jejich devatenáctý titul celkem, čímž by se dostal na první místo v Anglii před Liverpoolem, který jich držel osmnáct. Naneštěstí Rudí Ďáblové titul neobhájili a vypadli ve čtvrtfinále Ligy Mistrů s Bayernem Mnichov. Venku prohráli 1:2, poslední dva góly dostali po 80. minutě, a navic se zranil kanonýr Rooney, který do té doby dal 26 gólů. V druhém zápase vyhráli 3:2, přestože před druhým poločasem vedli 3:0. Zásluhu na tom mělo vyloučení Rafaela, po kterém se United stáhli. Trofej v Premier League ovšem taky neobhájili, skončili o bod za Chelsea, navíc Chelsea překonala rekord Manchesteru v počtu vstřelených gólů ze sezony 1998/99, takže se United museli spokojit pouze s Carling Cupem.
Po velmi úspěšné sezóně 2012/13, která znamenala pro United již jubilejní dvacátý titul v nejvyšší anglické soutěži, odešel po bezmála 27 letech v kuse z trenérské lavičky Sir Alex Ferguson. Tím se uzavřela jedna velká éra, při které United získali 32 domácích titulů (13× Premier League, 4× FA Cup, 4× Capitol One Cup, 11× Community Shield) a 6 mezinárodních titulů (2× Liga mistrů, 1× PVP, 1× Superpohár UEFA, 1× Interkontinentální pohár, 1× MS ve fotbale klubů).

### 2013–2016
Po odchodu Sira Alexe Fergusona přestoupil z týmu Everton FC do Manchesteru skotský trenér David Moyes. Pod jeho novým vedením se Devils moc dobře nedařilo. United sbírali pod vedením Moyese jeden nelichotivý rekord za druhým, např.: v lize získali nejméně bodů v klubové historii, v lize prohráli třikrát za sebou, doma prohráli v lize celkem sedmkrát a také si v sezóně 2014/15 poprvé od roku 1995 nezahrají Ligu Mistrů, čímž klub ztratil třicet milionů liber. Jako výsledek těchto výsledků nakonec 22. dubna 2014 vedení United oznámilo, že Moyes jako hlavní trenér končí a do konce sezony ho nahradil stále ještě hrající Ryan Giggs. Celkově byla sezóna 2013/14 nejhorší v historii Premier League. Klub skončil na 7. místě, což znamenalo že si United nezahrají ani Evropskou ligu. V FA Cupu vypadl hned ve 3. kole se Swansea, v ligovém poháru United vypadli po penaltách v semifinále proti Sunderlandu a v Lize mistrů klub nestačil ve čtvrtfinále na obhájce trofeje Bayern Mnichov. Po sezóně navíc klub opustili dlouholeté stálice v obraně, Rio Ferdinand a Nemanja Vidić.
19. května se stal novým trenérem zkušený nizozemský trenér Louis van Gaal, smlouvu podepsal na tři roky. Asistenty se mu stali společně s Ryanem Giggsem, který po 24 letech v United ukončil profesionální kariéru, také Frans Hoek a Marcel Bout, které si van Gaal přivedl ze svého bývalého působiště. Hned na konci června se klub snažil o rychlou proměnu kádru a návrat na vrchol. Prvně klub vykoupil z Athletica Bilbaa za 36 milionů eur záložníka Andera Herreru a poté se mu podařilo získat, po dlouhém přetahování s konkurenční Chelsea, talentovaného anglického obránce Lukea Shawa za třicet milionů liber ze Southamptonu. Přípravné zápasy před začátkem sezóny se odehrály ve velmi dobrém světle, týmu se dokonce podařilo vyhrát prestižní turnaj v USA, kde hrály hvězdné týmy jako Real Madrid, Inter Milan a nebo AS Řím. Ovšem první dvě kola přinesla zklamání a celkový zisk 1 bodu, což je nejhorší skóre po dvou kolech od sezóny 1992/93.
23. května 2016 byl dva dny poté, co s týmem vyhrál FA Cup, vyhozen trenér Louis van Gaal. Pozici hlavní trenéra po něm převzal portugalský trenér José Mourinho.

### 2016–dosud
Za přítomnosti trenéra José Mourinha se týmu podařilo zvítězit v Community Shield. Začátkem roku také přestoupil do týmu jako volný hráč Zlatan Ibrahimović. Dále do týmu přestoupili hráči Eric Bailly za 30 milionů eur a Paul Pogba za tehdy největší přestupovou částku 90 milionů eur. Závěrem sezóny se klubu podařilo porazit Ajax ve finále Evropské Ligy a tím si zajistit přímý postup do Ligy Mistrů v příští sezóně. V Premier League ovšem tým skončil na 6. místě z důvodu upřednostnění Evropské ligy proti Premier League. Ve finále byl ovšem zraněn nejlepší střelec týmu Zlatan Ibrahimović a nebyla mu prodloužena smlouva.
V srpnu 2017 ve finále Superpoháru UEFA byl tým poražen Realem Madrid s výsledkem 2:1. Začátkem sezóny přestoupil do týmu Romelu Lukaku za 80 milionů liber. Mezi další letní posily se řadí například Victor Lindelöf nebo Henrikh Mhkitaryan. V červenci 2017 dále José Mourinho oznámil, že Zlatanu Ibrahimovićovi bude obnovena smlouva a po regeneraci zranění opět nastoupí do týmu.
Začátkem sezóny 2017/18 tým zaznamenal několik důležitých výher, čímž se stabilně drží na druhé příčce tabulky Premier League hned za Manchesterem City. V lednu 2018 se uskutečnila výměna hráčů Alexise Sáncheze a Henrikha Mhkitaryana. Začátkem března 2018 tým prohrál v osmifinále Ligy mistrů proti Seville s výsledkem prvního zápasu venku 0:0 a druhého zápasu doma 2:1. Po prohraném zápase pobouřil média a fanoušky kontroverzní projev Josého Mourinha na tiskové konferenci.
Dne 18. prosince 2018 byl po velmi neuspokojivých výsledcích, jejichž vrcholem byla ostudná porážka s úhlavním rivalem z Liverpoolu, odvolán kontroverzní trenér José Mourinho. Vyhazov byl dle médii dlouho očekávanou událostí, která byla uskutečněna po nesplnění předsezónních cílů, které si klub vytyčil. Prozatímním trenérem byla následující den potvrzena tehdejší dlouhodobá stálice „Fergusonova kádru“ Ole Gunnar Solskjær, který do klubu přišel do konce rozehrané sezóny z norského Molde.
V sezóně 2019/20 skončili Red Devils se 66 body na třetím místě Premier League. Tato sezóna byla poznamenána pandemií covidu-19, když liga musela být na několik týdnů přerušena. Sezónu 2020/21 poznamenal kromě pokračující pandemie i ne nejlepší vstup United do ní. Ve třetím zápase utrpěli zdrcující prohru 6:1 na domácím stadionu od Tottenhamu a po prvních šesti zápasech se nacházely v dolní polovině tabulky. Svou formu zlepšil až v prosinci 2020, když v domácí soutěži ze šesti zápasů 4 krát vyhráli a 2 krát zremizovali.

## Historické názvy
Zdroj: 
- 1878 – Newton Heath LYR FC (Newton Heath Lancashire and Yorkshire Railway Football Club)
- 1902 – Manchester United FC (Manchester United Football Club)

## Úspěchy

### Úspěchy A–týmu
| Kontinentální medaile |
| - Pohár mistrů evropských zemí / Liga mistrů UEFA (1. evropská výkonnostní úroveň; 3× vítěz) - – Manchester United FC: 1967/68, 1998/99, 2007/08 - – Manchester United FC: 2008/09, 2010/11 - Pohár vítězů pohárů (2. evropská výkonnostní úroveň; 1× vítěz) - – Manchester United FC: 1990/91 - Pohár UEFA / Evropská liga UEFA (3. evropská – 1971–99, poté 2. evropská výkonnostní úroveň; 1× vítěz) - – Manchester United FC: 2016/17 - – Manchester United FC: 2020/21 - Superpohár UEFA (1× vítěz) - – Manchester United FC: 1991 - – Manchester United FC: 1999, 2008, 2017 - Interkontinentální pohár (1× vítěz) - – Manchester United FC: 1999 - – Manchester United FC: 1968 - Mistrovství světa ve fotbale klubů (1× vítěz) - – Manchester United FC: 2008 |
| Domácí medaile |
| - Anglická nejvyšší fotbalová soutěž (First Division, Premier League; 20× vítěz) - – Manchester United FC: 1907/08, 1910/11, 1951/52, 1955/56, 1956/57, 1964/65, 1966/67, 1992/93, 1993/94, 1995/96, 1996/97, 1998/99, 1999/00, 2000/01, 2002/03, 2006/07, 2007/08, 2008/09, 2010/11, 2012/13 - – Manchester United FC: 1946/47, 1947/48, 1948/49, 1950/51, 1958/59, 1963/64, 1967/68, 1979/80, 1987/88, 1991/92, 1994/95, 1997/98, 2005/06, 2009/10, 2011/12, 2017/18 - – Manchester United FC: 1975/76, 1981/82, 1982/83, 2001/02, 2003/04, 2004/05 - Anglický fotbalový pohár (FA Cup; 13× vítěz) - – Manchester United FC: 1908/09, 1947/48, 1962/63, 1976/77, 1982/83, 1984/85, 1989/90, 1993/94, 1995/96, 1998/99, 2003/04, 2015/16, 2023/2024 - Anglický ligový pohár (Football League Cup, EFL Cup; 6× vítěz) - – Manchester United FC: 1991/92, 2005/06, 2008/09, 2009/10, 2016/17, 2022/23 - Anglický Superpohár (FA Charity Shield, FA Community Shield; 21× vítěz) - – Manchester United FC: 1908, 1911, 1952, 1956, 1957, 1965*, 1967*, 1977*, 1983, 1990*, 1993, 1994, 1996, 1997, 2003, 2007, 2008, 2010, 2011, 2013, 2016 (* hvězdičkou jsou označeny dělené tituly) |
| Menší úspěchy |
| - Manchester Senior Cup (regionální pohár pod záštitou Manchester Football Association; 6× vítěz) - – Newton Heath LYR FC: 1885/86, 1887/88, 1888/89, 1889/90, 1892/93, 1901/02 - Lancashire Senior Cup (regionální pohár pod záštitou Lancashire County Football Association; 1× vítěz) - – Newton Heath LYR FC: 1897/98 - Trofeo Ciudad de Zaragoza (1× vítěz) - – Manchester United FC: 1982 - Amsterdam Tournament (1× vítěz) - – Manchester United FC: 2006 - Vodacom Challenge (1× vítěz) - – Manchester United FC: 2008 - International Champions Cup (1× vítěz) - – Manchester United FC: 2014 |

### Úspěchy rezervy a mládeže
| Kontinentální medaile |
| - Blue Stars/FIFA Youth Cup (juniorský celosvětový turnaj; 18× vítěz) - – Manchester United FC Academy: 1954, 1957, 1959, 1960, 1961, 1962, 1965, 1966, 1968, 1969, 1975, 1976, 1978, 1979, 1981, 1982, 2004, 2005 |
| Domácí medaile |
| - Premier League 2 (anglická liga do 21 let a 23 let; 3× vítěz) - – Manchester United FC U21: 2012/13, 2014/15, 2015/16 - – Manchester United FC U21: 2013/14 - FA Youth Cup (anglický pohár do 18 let; 10× vítěz) - – Manchester United FC U18: 1952/53, 1953/54, 1954/55, 1955/56, 1956/57, 1963/64, 1991/92, 1994/95, 2002/03, 2010/11 - Premier Reserve League (anglická liga rezervních týmů, národní finále; 4× vítěz) - – Manchester United FC Reserves: 2004/05, 2005/06, 2009/10, 2011/12 |
| Menší úspěchy |
| - Lancashire League (anglická liga do 18 let, severní sekce; 12× vítěz) - – Manchester United FC U18: 1954/55, 1983/84, 1984/85, 1986/87, 1987/88, 1989/90, 1990/91, 1992/93, 1994/95, 1995/96, 1996/97, 1997/98 - Premier League U18 (anglická liga do 18 let, národní sekce; 1× vítěz) - – Manchester United FC U18: 2012/13 - Premier League U18 (anglická liga do 18 let, severní sekce; 1× vítěz) - – Manchester United FC U18: 2017/18 - Champions Youth Cup (1× vítěz) - – Manchester United FC U18: 2007 - Milk Cup (5× vítěz) - – Manchester United FC U16: 1991, 2003, 2008, 2009, 2013, 2014 - The Central League (anglická liga rezervních týmů, severní sekce; 9× vítěz) - – Manchester United FC Reserves: 1912/13, 1920/21, 1938/39, 1946/47, 1955/56, 1959/60, 1993/94, 1995/96, 1996/97 - Premier Reserve League Northern Champions (anglická liga rezervních týmů, severní sekce; 5× vítěz) - – Manchester United FC Reserves: 2001/02, 2004/05, 2005/06, 2009/10, 2011/12 - Central League Cup (anglický pohár rezervních týmů, severní sekce; 1× vítěz) - – Manchester United FC Reserves: 2004/05 - Manchester Senior Cup (regionální pohár pod záštitou Manchester Football Association; 28× vítěz) - – Manchester United FC Reserves: 1907/08, 1909/10, 1911/12, 1912/13, 1919/20, 1923/24, 1925/26, 1930/31, 1933/34, 1935/36, 1936/37, 1938/39, 1947/48, 1954/55, 1956/57, 1958/59, 1963/64, 1998/99, 1999/00, 2000/01, 2003/04, 2005/06, 2007/08, 2008/09, 2010/11, 2011/12, 2012/13, 2013/14 - Lancashire Senior Cup (regionální pohár pod záštitou Lancashire County Football Association; 14× vítěz) - – Manchester United FC Reserves: 1912/13, 1913/14, 1919/20 (sdílený), 1928/29, 1937/38, 1940/41, 1942/43, 1945/46, 1950/51, 1968/69, 2007/08, 2008/09, 2011/12, 2012/13 |

## Soupiska
K 31. srpnu 2024
| Číslo |                   | Pozice | Hráč                      |
| ----- | ----------------- | ------ | ------------------------- |
| 1     | Turecko           | B      | Altay Bayındır            |
| 2     | Švédsko           | O      | Victor Lindelöf           |
| 3     | Maroko            | O      | Noussair Mazraoui         |
| 4     | Nizozemsko        | O      | Matthijs de Ligt          |
| 5     | Anglie            | O      | Harry Maguire             |
| 6     | Argentina         | O      | Lisandro Martínez         |
| 7     | Anglie            | Z      | Mason Mount               |
| 8     | Portugalsko       | Z      | Bruno Fernandes (kapitán) |
| 9     | Dánsko            | Ú      | Rasmus Højlund            |
| 10    | Anglie            | Ú      | Marcus Rashford           |
| 11    | Nizozemsko        | Ú      | Joshua Zirkzee            |
| 12    | Nizozemsko        | O      | Tyrell Malacia            |
| 14    | Dánsko            | Z      | Christian Eriksen         |
| 15    | Francie           | O      | Leny Yoro                 |
| 16    | Pobřeží slonoviny | Z      | Amad Diallo               |
| 17    | Argentina         | Ú      | Alejandro Garnacho        |

| Číslo |               | Pozice | Hráč           |
| ----- | ------------- | ------ | -------------- |
| 18    | Brazílie      | Z      | Casemiro       |
| 20    | Portugalsko   | O      | Diogo Dalot    |
| 21    | Brazílie      | Ú      | Antony         |
| 22    | Anglie        | B      | Tom Heaton     |
| 23    | Anglie        | O      | Luke Shaw      |
| 24    | Kamerun       | B      | André Onana    |
| 25    | Uruguay       | Z      | Manuel Ugarte  |
| 35    | Severní Irsko | O      | Jonny Evans    |
| 36    | Anglie        | Ú      | Ethan Wheatley |
| 37    | Anglie        | Z      | Kobbie Mainoo  |
| 41    | Anglie        | O      | Harry Amass    |
| 43    | Anglie        | Z      | Toby Collyer   |
| 44    | Anglie        | Z      | Dan Gore       |

### Na hostování
| Číslo |        | Pozice | Hráč                                                     |
| ----- | ------ | ------ | -------------------------------------------------------- |
|       | Anglie | Ú      | Jadon Sancho (na hostování v Chelsea do 30. června 2025) |

## Umístění v jednotlivých sezonách

### Stručný přehled
Zdroj: 
- 1889–1892: Football Alliance
- 1892–1894: Football League First Division
- 1894–1906: Football League Second Division
- 1906–1922: Football League First Division
- 1922–1925: Football League Second Division
- 1925–1931: Football League First Division
- 1931–1936: Football League Second Division
- 1936–1937: Football League First Division
- 1937–1938: Football League Second Division
- 1938–1974: Football League First Division
- 1974–1975: Football League Second Division
- 1975–1992: Football League First Division
- 1992– : Premier League

### Jednotlivé ročníky
Zdroj: 
Legenda: Z - zápasy, V - výhry, R - remízy, P - porážky, VG - vstřelené góly, OG - obdržené góly, +/- - rozdíl skóre, B - body, červené podbarvení - sestup, zelené podbarvení - postup, fialové podbarvení - reorganizace, změna skupiny či soutěže
| Anglie (1889 – )                                          |                   |        |    |    |    |    |     |     |     |    |        |
| Sezóny                                                    | Liga              | Úroveň | Z  | V  | R  | P  | VG  | OG  | +/- | B  | Pozice |
| 1889/90                                                   | Football Alliance | –      | 22 | 9  | 2  | 11 | 40  | 44  | -4  | 20 | 8.     |
| 1890/91                                                   | Football Alliance | –      | 22 | 7  | 3  | 12 | 37  | 55  | -18 | 17 | 9.     |
| 1891/92                                                   | Football Alliance | –      | 22 | 12 | 7  | 3  | 69  | 33  | +36 | 31 | 2.     |
| 1892/93                                                   | First Division    | 1      | 30 | 6  | 6  | 18 | 50  | 85  | -35 | 18 | 16.    |
| 1893/94                                                   | First Division    | 1      | 30 | 6  | 2  | 22 | 36  | 72  | -36 | 14 | 16.    |
| 1894/95                                                   | Second Division   | 2      | 30 | 15 | 8  | 7  | 78  | 44  | +34 | 38 | 3.     |
| 1895/96                                                   | Second Division   | 2      | 30 | 15 | 3  | 12 | 66  | 57  | +9  | 33 | 6.     |
| 1896/97                                                   | Second Division   | 2      | 30 | 17 | 5  | 8  | 56  | 34  | +22 | 39 | 2.     |
| 1897/98                                                   | Second Division   | 2      | 30 | 16 | 6  | 8  | 64  | 35  | +29 | 38 | 4.     |
| 1898/99                                                   | Second Division   | 2      | 34 | 19 | 5  | 10 | 67  | 43  | +24 | 43 | 4.     |
| 1899/00                                                   | Second Division   | 2      | 34 | 20 | 4  | 10 | 63  | 27  | +36 | 44 | 4.     |
| 1900/01                                                   | Second Division   | 2      | 34 | 14 | 4  | 16 | 42  | 38  | +4  | 32 | 10.    |
| 1901/02                                                   | Second Division   | 2      | 34 | 11 | 6  | 17 | 38  | 53  | -15 | 28 | 15.    |
| 1902/03                                                   | Second Division   | 2      | 34 | 15 | 8  | 11 | 53  | 38  | +15 | 38 | 5.     |
| 1903/04                                                   | Second Division   | 2      | 34 | 20 | 8  | 6  | 65  | 33  | +32 | 48 | 3.     |
| 1904/05                                                   | Second Division   | 2      | 34 | 24 | 5  | 5  | 81  | 30  | +51 | 53 | 3.     |
| 1905/06                                                   | Second Division   | 2      | 38 | 28 | 6  | 4  | 90  | 28  | +62 | 62 | 2.     |
| 1906/07                                                   | First Division    | 1      | 38 | 17 | 8  | 13 | 53  | 56  | -3  | 42 | 8.     |
| 1907/08                                                   | First Division    | 1      | 38 | 23 | 6  | 9  | 81  | 48  | +33 | 52 | 1.     |
| 1908/09                                                   | First Division    | 1      | 38 | 15 | 7  | 16 | 58  | 68  | -10 | 37 | 13.    |
| 1909/10                                                   | First Division    | 1      | 38 | 19 | 7  | 12 | 69  | 61  | +8  | 45 | 5.     |
| 1910/11                                                   | First Division    | 1      | 38 | 22 | 8  | 8  | 72  | 40  | +32 | 52 | 1.     |
| 1911/12                                                   | First Division    | 1      | 38 | 13 | 11 | 14 | 45  | 60  | -15 | 37 | 13.    |
| 1912/13                                                   | First Division    | 1      | 38 | 19 | 8  | 11 | 69  | 43  | +26 | 46 | 4.     |
| 1913/14                                                   | First Division    | 1      | 38 | 15 | 6  | 17 | 52  | 62  | -10 | 36 | 14.    |
| 1914/15                                                   | First Division    | 1      | 38 | 9  | 12 | 17 | 46  | 62  | -16 | 30 | 18.    |
| V letech 1915 až 1918 se nehrála žádná pravidelná soutěž. |                   |        |    |    |    |    |     |     |     |    |        |
| 1919/20                                                   | First Division    | 1      | 42 | 13 | 14 | 15 | 54  | 50  | +4  | 40 | 12.    |
| 1920/21                                                   | First Division    | 1      | 42 | 15 | 10 | 17 | 64  | 68  | -4  | 40 | 13.    |
| 1921/22                                                   | First Division    | 1      | 42 | 8  | 12 | 22 | 41  | 73  | -32 | 28 | 22.    |
| 1922/23                                                   | Second Division   | 2      | 42 | 17 | 14 | 11 | 51  | 36  | +15 | 48 | 4.     |
| 1923/24                                                   | Second Division   | 2      | 42 | 13 | 14 | 15 | 52  | 44  | +8  | 40 | 14.    |
| 1924/25                                                   | Second Division   | 2      | 42 | 23 | 11 | 8  | 57  | 23  | +34 | 57 | 2.     |
| 1925/26                                                   | First Division    | 1      | 42 | 19 | 6  | 17 | 66  | 73  | -7  | 44 | 9.     |
| 1926/27                                                   | First Division    | 1      | 42 | 13 | 14 | 15 | 52  | 64  | -12 | 40 | 15.    |
| 1927/28                                                   | First Division    | 1      | 42 | 16 | 7  | 19 | 72  | 80  | -8  | 39 | 18.    |
| 1928/29                                                   | First Division    | 1      | 42 | 14 | 13 | 15 | 66  | 76  | -10 | 41 | 12.    |
| 1929/30                                                   | First Division    | 1      | 42 | 15 | 8  | 19 | 67  | 88  | -21 | 38 | 17.    |
| 1930/31                                                   | First Division    | 1      | 42 | 7  | 8  | 27 | 53  | 115 | -62 | 22 | 22.    |
| 1931/32                                                   | Second Division   | 2      | 42 | 17 | 8  | 17 | 71  | 72  | -1  | 42 | 12.    |
| 1932/33                                                   | Second Division   | 2      | 42 | 15 | 13 | 14 | 71  | 68  | +3  | 43 | 6.     |
| 1933/34                                                   | Second Division   | 2      | 42 | 14 | 6  | 22 | 59  | 85  | -26 | 34 | 20.    |
| 1934/35                                                   | Second Division   | 2      | 42 | 23 | 4  | 15 | 76  | 55  | +21 | 50 | 5.     |
| 1935/36                                                   | Second Division   | 2      | 42 | 22 | 12 | 8  | 85  | 43  | +42 | 56 | 1.     |
| 1936/37                                                   | First Division    | 1      | 42 | 10 | 12 | 20 | 55  | 78  | -23 | 32 | 21.    |
| 1937/38                                                   | Second Division   | 2      | 42 | 22 | 9  | 11 | 82  | 50  | +32 | 53 | 2.     |
| 1938/39                                                   | First Division    | 1      | 42 | 11 | 16 | 15 | 57  | 65  | -8  | 38 | 14.    |
| V letech 1939 až 1945 se nehrála žádná pravidelná soutěž. |                   |        |    |    |    |    |     |     |     |    |        |
| 1946/47                                                   | First Division    | 1      | 42 | 22 | 12 | 8  | 95  | 54  | +41 | 56 | 2.     |
| 1947/48                                                   | First Division    | 1      | 42 | 19 | 14 | 9  | 81  | 48  | +33 | 52 | 2.     |
| 1948/49                                                   | First Division    | 1      | 42 | 21 | 11 | 10 | 77  | 44  | +33 | 53 | 2.     |
| 1949/50                                                   | First Division    | 1      | 42 | 18 | 14 | 10 | 69  | 44  | +25 | 50 | 4.     |
| 1950/51                                                   | First Division    | 1      | 42 | 24 | 8  | 10 | 74  | 40  | +34 | 56 | 2.     |
| 1951/52                                                   | First Division    | 1      | 42 | 23 | 11 | 8  | 95  | 52  | +43 | 57 | 1.     |
| 1952/53                                                   | First Division    | 1      | 42 | 18 | 10 | 14 | 69  | 72  | -3  | 46 | 8.     |
| 1953/54                                                   | First Division    | 1      | 42 | 18 | 12 | 12 | 73  | 58  | +15 | 48 | 4.     |
| 1954/55                                                   | First Division    | 1      | 42 | 20 | 7  | 15 | 84  | 74  | +10 | 47 | 5.     |
| 1955/56                                                   | First Division    | 1      | 42 | 25 | 10 | 7  | 83  | 51  | +32 | 60 | 1.     |
| 1956/57                                                   | First Division    | 1      | 42 | 28 | 8  | 6  | 103 | 54  | +49 | 64 | 1.     |
| 1957/58                                                   | First Division    | 1      | 42 | 16 | 11 | 15 | 85  | 75  | +10 | 43 | 9.     |
| 1958/59                                                   | First Division    | 1      | 42 | 24 | 7  | 11 | 103 | 66  | +39 | 55 | 2.     |
| 1959/60                                                   | First Division    | 1      | 42 | 19 | 7  | 16 | 102 | 80  | +22 | 45 | 7.     |
| 1960/61                                                   | First Division    | 1      | 42 | 18 | 9  | 15 | 88  | 76  | +12 | 45 | 7.     |
| 1961/62                                                   | First Division    | 1      | 42 | 15 | 9  | 18 | 72  | 75  | -3  | 39 | 15.    |
| 1962/63                                                   | First Division    | 1      | 42 | 12 | 10 | 20 | 67  | 81  | -14 | 34 | 19.    |
| 1963/64                                                   | First Division    | 1      | 42 | 23 | 7  | 12 | 90  | 62  | +28 | 53 | 2.     |
| 1964/65                                                   | First Division    | 1      | 42 | 26 | 9  | 7  | 89  | 39  | +50 | 61 | 1.     |
| 1965/66                                                   | First Division    | 1      | 42 | 18 | 15 | 9  | 84  | 59  | +25 | 51 | 4.     |
| 1966/67                                                   | First Division    | 1      | 42 | 24 | 12 | 6  | 84  | 45  | +39 | 60 | 1.     |
| 1967/68                                                   | First Division    | 1      | 42 | 24 | 8  | 10 | 89  | 55  | +34 | 56 | 2.     |
| 1968/69                                                   | First Division    | 1      | 42 | 15 | 12 | 15 | 57  | 53  | +4  | 42 | 11.    |
| 1969/70                                                   | First Division    | 1      | 42 | 14 | 17 | 11 | 66  | 61  | +5  | 45 | 8.     |
| 1970/71                                                   | First Division    | 1      | 42 | 16 | 11 | 15 | 65  | 66  | -1  | 43 | 8.     |
| 1971/72                                                   | First Division    | 1      | 42 | 19 | 10 | 13 | 69  | 61  | +8  | 48 | 8.     |
| 1972/73                                                   | First Division    | 1      | 42 | 12 | 13 | 17 | 44  | 60  | -16 | 37 | 18.    |
| 1973/74                                                   | First Division    | 1      | 42 | 10 | 12 | 20 | 38  | 48  | -10 | 32 | 21.    |
| 1974/75                                                   | Second Division   | 2      | 42 | 26 | 9  | 7  | 66  | 30  | +36 | 61 | 1.     |
| 1975/76                                                   | First Division    | 1      | 42 | 23 | 10 | 9  | 68  | 42  | +26 | 56 | 3.     |
| 1976/77                                                   | First Division    | 1      | 42 | 18 | 11 | 13 | 71  | 62  | +9  | 47 | 6.     |
| 1977/78                                                   | First Division    | 1      | 42 | 16 | 10 | 16 | 67  | 63  | +4  | 42 | 10.    |
| 1978/79                                                   | First Division    | 1      | 42 | 15 | 15 | 12 | 60  | 63  | -3  | 45 | 9.     |
| 1979/80                                                   | First Division    | 1      | 42 | 24 | 10 | 8  | 65  | 35  | +30 | 58 | 2.     |
| 1980/81                                                   | First Division    | 1      | 42 | 15 | 18 | 9  | 51  | 36  | +15 | 48 | 8.     |
| 1981/82                                                   | First Division    | 1      | 42 | 22 | 12 | 8  | 59  | 29  | +30 | 78 | 3.     |
| 1982/83                                                   | First Division    | 1      | 42 | 19 | 13 | 10 | 56  | 38  | +18 | 70 | 3.     |
| 1983/84                                                   | First Division    | 1      | 42 | 20 | 14 | 8  | 71  | 41  | +30 | 74 | 4.     |
| 1984/85                                                   | First Division    | 1      | 42 | 22 | 10 | 10 | 77  | 47  | +30 | 76 | 4.     |
| 1985/86                                                   | First Division    | 1      | 42 | 22 | 10 | 10 | 70  | 36  | +34 | 76 | 4.     |
| 1986/87                                                   | First Division    | 1      | 42 | 14 | 14 | 14 | 52  | 45  | +7  | 56 | 11.    |
| 1987/88                                                   | First Division    | 1      | 40 | 23 | 12 | 5  | 71  | 38  | +33 | 81 | 2.     |
| 1988/89                                                   | First Division    | 1      | 38 | 13 | 12 | 13 | 45  | 35  | +10 | 51 | 11.    |
| 1989/90                                                   | First Division    | 1      | 38 | 13 | 9  | 16 | 46  | 47  | -1  | 48 | 13.    |
| 1990/91                                                   | First Division    | 1      | 38 | 16 | 12 | 10 | 58  | 45  | +13 | 59 | 6.     |
| 1991/92                                                   | First Division    | 1      | 42 | 21 | 15 | 6  | 63  | 33  | +30 | 78 | 2.     |
| 1992/93                                                   | Premier League    | 1      | 42 | 24 | 12 | 6  | 67  | 31  | +36 | 84 | 1.     |
| 1993/94                                                   | Premier League    | 1      | 42 | 27 | 11 | 4  | 80  | 38  | +42 | 92 | 1.     |
| 1994/95                                                   | Premier League    | 1      | 42 | 26 | 10 | 6  | 77  | 28  | +49 | 88 | 2.     |
| 1995/96                                                   | Premier League    | 1      | 38 | 25 | 7  | 6  | 73  | 35  | +38 | 82 | 1.     |
| 1996/97                                                   | Premier League    | 1      | 38 | 21 | 12 | 5  | 76  | 44  | +32 | 75 | 1.     |
| 1997/98                                                   | Premier League    | 1      | 38 | 23 | 8  | 7  | 73  | 26  | +47 | 77 | 2.     |
| 1998/99                                                   | Premier League    | 1      | 38 | 22 | 13 | 3  | 80  | 37  | +43 | 79 | 1.     |
| 1999/00                                                   | Premier League    | 1      | 38 | 28 | 7  | 3  | 97  | 45  | +52 | 91 | 1.     |
| 2000/01                                                   | Premier League    | 1      | 38 | 24 | 8  | 6  | 79  | 31  | +48 | 80 | 1.     |
| 2001/02                                                   | Premier League    | 1      | 38 | 24 | 5  | 9  | 87  | 45  | +42 | 77 | 3.     |
| 2002/03                                                   | Premier League    | 1      | 38 | 25 | 8  | 5  | 74  | 34  | +40 | 83 | 1.     |
| 2003/04                                                   | Premier League    | 1      | 38 | 23 | 6  | 9  | 64  | 35  | +29 | 75 | 3.     |
| 2004/05                                                   | Premier League    | 1      | 38 | 22 | 11 | 5  | 58  | 26  | +32 | 77 | 3.     |
| 2005/06                                                   | Premier League    | 1      | 38 | 25 | 8  | 5  | 72  | 34  | +38 | 83 | 2.     |
| 2006/07                                                   | Premier League    | 1      | 38 | 28 | 5  | 5  | 83  | 27  | +56 | 89 | 1.     |
| 2007/08                                                   | Premier League    | 1      | 38 | 27 | 6  | 5  | 80  | 22  | +58 | 87 | 1.     |
| 2008/09                                                   | Premier League    | 1      | 38 | 28 | 6  | 4  | 68  | 24  | +44 | 90 | 1.     |
| 2009/10                                                   | Premier League    | 1      | 38 | 27 | 4  | 7  | 86  | 28  | +58 | 85 | 2.     |
| 2010/11                                                   | Premier League    | 1      | 38 | 23 | 11 | 4  | 78  | 37  | +41 | 80 | 1.     |
| 2011/12                                                   | Premier League    | 1      | 38 | 28 | 5  | 5  | 89  | 33  | +56 | 89 | 2.     |
| 2012/13                                                   | Premier League    | 1      | 38 | 28 | 5  | 5  | 86  | 43  | +43 | 89 | 1.     |
| 2013/14                                                   | Premier League    | 1      | 38 | 19 | 7  | 12 | 64  | 43  | +21 | 64 | 7.     |
| 2014/15                                                   | Premier League    | 1      | 38 | 20 | 10 | 8  | 62  | 37  | +25 | 70 | 4.     |
| 2015/16                                                   | Premier League    | 1      | 38 | 19 | 9  | 10 | 49  | 35  | +14 | 66 | 5.     |
| 2016/17                                                   | Premier League    | 1      | 38 | 18 | 15 | 5  | 54  | 29  | +25 | 69 | 6.     |
| 2017/18                                                   | Premier League    | 1      | 38 | 25 | 6  | 7  | 68  | 28  | +40 | 81 | 2.     |
| 2018/19                                                   | Premier League    | 1      | 38 | 19 | 9  | 10 | 65  | 54  | +11 | 66 | 6.     |
| 2019/20                                                   | Premier League    | 1      | 38 | 18 | 12 | 8  | 66  | 36  | +30 | 66 | 3.     |
| 2020/21                                                   | Premier League    | 1      | 38 | 21 | 11 | 6  | 73  | 44  | +29 | 74 | 2.     |
| 2021/22                                                   | Premier League    | 1      | 38 | 16 | 10 | 12 | 57  | 57  | 0   | 58 | 6.     |
| 2022/23                                                   | Premier League    | 1      | 38 | 23 | 6  | 9  | 58  | 43  | +15 | 75 | 3.     |
| 2023/24                                                   | Premier League    | 1      | 38 | 18 | 6  | 14 | 57  | 58  | -1  | 60 | 8.     |

Poznámky:
- 1891/92: Klub se stal po sezóně členem Football League (rozšíření First Division).
- 1990/91: Manchesteru United byl odebrán jeden bod za rvačku hráčů v zápase s londýnským Arsenalem.

## Účast v evropských pohárech
| Ročník  | Soutěž                       | Kolo                   | Klub                          | Doma               | Venku              | Celkem             |
| ------- | ---------------------------- | ---------------------- | ----------------------------- | ------------------ | ------------------ | ------------------ |
| 1956/57 | Pohár mistrů evropských zemí | Předkolo               | RSC Anderlecht                | 10:0               | 2:0                | 12:0               |
| 1956/57 | Pohár mistrů evropských zemí | 1. kolo                | Borussia Dortmund             | 3:2                | 0:0                | 3:2                |
| 1956/57 | Pohár mistrů evropských zemí | Čtvrtfinále            | Athletic Bilbao               | 3:0                | 3:5                | 6:5                |
| 1956/57 | Pohár mistrů evropských zemí | Semifinále             | Real Madrid CF                | 2:2                | 1:3                | 3:5                |
| 1957/58 | Pohár mistrů evropských zemí | Předkolo               | Shamrock Rovers FC            | 6:0                | 3:2                | 9:2                |
| 1957/58 | Pohár mistrů evropských zemí | 1. kolo                | Dukla Praha                   | 3:0                | 0:1                | 3:1                |
| 1957/58 | Pohár mistrů evropských zemí | Čtvrtfinále            | FK Crvena zvezda Bělehrad     | 2:1                | 3:3                | 5:4                |
| 1957/58 | Pohár mistrů evropských zemí | Semifinále             | AC Milan                      | 2:1                | 0:4                | 2:5                |
| 1958/59 | Pohár mistrů evropských zemí | Předkolo               | BSC Young Boys                | Kontumačně         | Kontumačně         | Kontumačně         |
| 1963/64 | Pohár vítězů pohárů          | Předkolo               | Willem II Tilburg             | 6:0                | 1:1                | 7:1                |
| 1963/64 | Pohár vítězů pohárů          | 1. kolo                | Tottenham Hotspur FC          | 4:1                | 0:2                | 4:3                |
| 1963/64 | Pohár vítězů pohárů          | Čtvrtfinále            | Sporting CP                   | 4:1                | 0:5                | 4:6                |
| 1964/65 | Veletržní pohár              | 1. kolo                | Djurgårdens IF Fotboll        | 6:0                | 1:1                | 7:1                |
| 1964/65 | Veletržní pohár              | 2. kolo                | Borussia Dortmund             | 4:0                | 6:1                | 10:1               |
| 1964/65 | Veletržní pohár              | 3. kolo                | Everton FC                    | 6:0                | 1:1                | 7:1                |
| 1964/65 | Veletržní pohár              | Čtvrtfinále            | RC Strasbourg                 | 0:0                | 5:0                | 5:0                |
| 1964/65 | Veletržní pohár              | Semifinále             | Ferencváros TC                | 3:2                | 0:1                | 3:3                |
| 1965/66 | Pohár mistrů evropských zemí | Předkolo               | HJK Helsinki                  | 6:0                | 3:2                | 9:2                |
| 1965/66 | Pohár mistrů evropských zemí | 1. kolo                | Vorwärts Berlin               | 3:1                | 2:0                | 5:1                |
| 1965/66 | Pohár mistrů evropských zemí | Čtvrtfinále            | SL Benfica                    | 3:2                | 5:1                | 8:3                |
| 1965/66 | Pohár mistrů evropských zemí | Semifinále             | FK Partizan                   | 1:0                | 0:2                | 1:2                |
| 1967/68 | Pohár mistrů evropských zemí | 1. kolo                | Hibernians FC                 | 4:0                | 0:0                | 4:0                |
| 1967/68 | Pohár mistrů evropských zemí | 2. kolo                | FK Sarajevo                   | 2:1                | 0:0                | 2:1                |
| 1967/68 | Pohár mistrů evropských zemí | Čtvrtfinále            | Górnik Zabrze                 | 2:0                | 0:1                | 2:1                |
| 1967/68 | Pohár mistrů evropských zemí | Semifinále             | Real Madrid CF                | 1:0                | 3:3                | 4:3                |
| 1967/68 | Pohár mistrů evropských zemí | Finále                 | SL Benfica                    | 4:1                | 4:1                | 4:1                |
| 1968    | Interkontinentální pohár     | Finále                 | Estudiantes de La Plata       | 1:1                | 0:1                | 1:2                |
| 1968/69 | Pohár mistrů evropských zemí | 1. kolo                | Waterford United FC           | 7:1                | 3:1                | 10:2               |
| 1968/69 | Pohár mistrů evropských zemí | 2. kolo                | RSC Anderlecht                | 3:0                | 1:3                | 4:3                |
| 1968/69 | Pohár mistrů evropských zemí | Čtvrtfinále            | SK Rapid Wien                 | 3:0                | 0:0                | 3:0                |
| 1968/69 | Pohár mistrů evropských zemí | Semifinále             | AC Milan                      | 1:0                | 0:2                | 1:2                |
| 1976/77 | Pohár UEFA                   | 1. kolo                | AFC Ajax                      | 2:0                | 0:1                | 2:1                |
| 1976/77 | Pohár UEFA                   | 2. kolo                | Juventus FC                   | 1:0                | 0:3                | 1:3                |
| 1977/78 | Pohár vítězů pohárů          | 1. kolo                | AS Saint-Étienne              | 2:0                | 1:1                | 2:1                |
| 1977/78 | Pohár vítězů pohárů          | 2. kolo                | FC Porto                      | 5:2                | 0:4                | 5:6                |
| 1980/81 | Pohár UEFA                   | 1. kolo                | Widzew Łódź                   | 1:1                | 0:0                | 1:1                |
| 1982/83 | Pohár UEFA                   | 1. kolo                | Valencia CF                   | 0:0                | 1:2                | 1:2                |
| 1983/84 | Pohár vítězů pohárů          | 1. kolo                | Dukla Praha                   | 1:1                | 2:2                | 3:3                |
| 1983/84 | Pohár vítězů pohárů          | 2. kolo                | PFK Spartak Varna             | 2:0                | 2:1                | 4:1                |
| 1983/84 | Pohár vítězů pohárů          | Čtvrtfinále            | FC Barcelona                  | 3:0                | 0:2                | 3:2                |
| 1983/84 | Pohár vítězů pohárů          | Semifinále             | Juventus FC                   | 1:1                | 1:2                | 2:3                |
| 1984/85 | Pohár UEFA                   | 1. kolo                | Rába ETO Győr                 | 3:0                | 2:2                | 5:2                |
| 1984/85 | Pohár UEFA                   | 2. kolo                | PSV Eindhoven                 | 0:0                | 1:0                | 1:0                |
| 1984/85 | Pohár UEFA                   | 3. kolo                | Dundee United FC              | 2:2                | 3:2                | 5:4                |
| 1984/85 | Pohár UEFA                   | Čtvrtfinále            | Videoton FC                   | 1:0                | 0:1                | 1:1                |
| 1990/91 | Pohár vítězů pohárů          | 1. kolo                | Pécsi MFC                     | 2:0                | 1:0                | 3:0                |
| 1990/91 | Pohár vítězů pohárů          | 2. kolo                | Wrexham FC                    | 3:0                | 2:0                | 5:0                |
| 1990/91 | Pohár vítězů pohárů          | Čtvrtfinále            | Montpellier HSC               | 1:1                | 2:0                | 3:1                |
| 1990/91 | Pohár vítězů pohárů          | Semifinále             | Legia Warszawa                | 1:1                | 3:1                | 4:2                |
| 1990/91 | Pohár vítězů pohárů          | Finále                 | FC Barcelona                  | 2:1                | 2:1                | 2:1                |
| 1991    | Superpohár UEFA              | Finále                 | FK Crvena zvezda Bělehrad     | 1:0                | 1:0                | 1:0                |
| 1991/92 | Pohár vítězů pohárů          | 1. kolo                | Athinaikos FC                 | 2:0                | 0:0                | 2:0                |
| 1991/92 | Pohár vítězů pohárů          | 2. kolo                | Atlético Madrid               | 1:1                | 0:3                | 1:4                |
| 1992/93 | Pohár UEFA                   | 1. kolo                | FK Torpedo Moskva             | 0:0                | 0:0                | 0:0                |
| 1993/94 | Liga mistrů UEFA             | 1. kolo                | Budapest Honvéd FC            | 2:1                | 3:2                | 5:3                |
| 1994/95 | Liga mistrů UEFA             | Základní skupina A     | IFK Göteborg                  | 4:2                | 1:3                | 3. místo           |
| 1994/95 | Liga mistrů UEFA             | Základní skupina A     | Galatasaray SK                | 4:0                | 0:0                | 3. místo           |
| 1994/95 | Liga mistrů UEFA             | Základní skupina A     | FC Barcelona                  | 2:2                | 0:4                | 3. místo           |
| 1995/96 | Pohár UEFA                   | 1. kolo                | FK Rotor Volgograd            | 2:2                | 0:0                | 2:2                |
| 1996/97 | Liga mistrů UEFA             | Základní skupina C     | Juventus FC                   | 0:1                | 0:1                | 2. místo           |
| 1996/97 | Liga mistrů UEFA             | Základní skupina C     | SK Rapid Wien                 | 2:0                | 2:0                | 2. místo           |
| 1996/97 | Liga mistrů UEFA             | Základní skupina C     | Fenerbahçe SK                 | 0:1                | 2:0                | 2. místo           |
| 1996/97 | Liga mistrů UEFA             | Čtvrtfinále            | FC Porto                      | 4:0                | 0:0                | 4:0                |
| 1996/97 | Liga mistrů UEFA             | Semifinále             | Borussia Dortmund             | 0:1                | 0:1                | 0:2                |
| 1997/98 | Liga mistrů UEFA             | Základní skupina B     | 1. FC Košice                  | 3:0                | 3:0                | 1. místo           |
| 1997/98 | Liga mistrů UEFA             | Základní skupina B     | Juventus FC                   | 3:2                | 0:1                | 1. místo           |
| 1997/98 | Liga mistrů UEFA             | Základní skupina B     | Feyenoord                     | 2:1                | 3:1                | 1. místo           |
| 1997/98 | Liga mistrů UEFA             | Čtvrtfinále            | AS Monaco FC                  | 1:1                | 0:0                | 1:1                |
| 1998/99 | Liga mistrů UEFA             | 2. předkolo            | ŁKS Łódź                      | 2:0                | 0:0                | 2:0                |
| 1998/99 | Liga mistrů UEFA             | Základní skupina D     | FC Barcelona                  | 3:3                | 3:3                | 2. místo           |
| 1998/99 | Liga mistrů UEFA             | Základní skupina D     | FC Bayern Mnichov             | 1:1                | 2:2                | 2. místo           |
| 1998/99 | Liga mistrů UEFA             | Základní skupina D     | Brøndby IF                    | 5:0                | 6:2                | 2. místo           |
| 1998/99 | Liga mistrů UEFA             | Čtvrtfinále            | FC Internazionale Milano      | 2:0                | 1:1                | 3:1                |
| 1998/99 | Liga mistrů UEFA             | Semifinále             | Juventus FC                   | 1:1                | 3:2                | 4:3                |
| 1998/99 | Liga mistrů UEFA             | Finále                 | FC Bayern Mnichov             | 2:1                | 2:1                | 2:1                |
| 1999    | Superpohár UEFA              | Finále                 | SS Lazio                      | 0:1                | 0:1                | 0:1                |
| 1999    | Interkontinentální pohár     | Finále                 | Sociedade Esportiva Palmeiras | 1:0                | 1:0                | 1:0                |
| 2000    | MS ve fotbale klubů          | Základní skupina B     | Club Necaxa                   | 1:1                |                    | 3. místo           |
| 2000    | MS ve fotbale klubů          | Základní skupina B     | CR Vasco da Gama              |                    | 1:3                | 3. místo           |
| 2000    | MS ve fotbale klubů          | Základní skupina B     | South Melbourne FC            | 2:0                |                    | 3. místo           |
| 1999/00 | Liga mistrů UEFA             | Základní skupina D     | GNK Dinamo Zagreb             | 0:0                | 2:1                | 1. místo           |
| 1999/00 | Liga mistrů UEFA             | Základní skupina D     | SK Sturm Graz                 | 2:1                | 3:0                | 1. místo           |
| 1999/00 | Liga mistrů UEFA             | Základní skupina D     | Olympique de Marseille        | 2:1                | 0:1                | 1. místo           |
| 1999/00 | Liga mistrů UEFA             | Osmifinálová skupina B | ACF Fiorentina                | 3:1                | 0:2                | 1. místo           |
| 1999/00 | Liga mistrů UEFA             | Osmifinálová skupina B | Valencia CF                   | 3:0                | 0:0                | 1. místo           |
| 1999/00 | Liga mistrů UEFA             | Osmifinálová skupina B | FC Girondins de Bordeaux      | 2:0                | 1:0                | 1. místo           |
| 1999/00 | Liga mistrů UEFA             | Čtvrtfinále            | Real Madrid CF                | 2:3                | 0:0                | 2:3                |
| 2000/01 | Liga mistrů UEFA             | Základní skupina G     | RSC Anderlecht                | 5:1                | 1:2                | 2. místo           |
| 2000/01 | Liga mistrů UEFA             | Základní skupina G     | FK Dynamo Kyjev               | 1:0                | 0:0                | 2. místo           |
| 2000/01 | Liga mistrů UEFA             | Základní skupina G     | PSV Eindhoven                 | 3:1                | 1:3                | 2. místo           |
| 2000/01 | Liga mistrů UEFA             | Osmifinálová skupina A | Panathinaikos FC              | 3:1                | 1:1                | 2. místo           |
| 2000/01 | Liga mistrů UEFA             | Osmifinálová skupina A | SK Sturm Graz                 | 3:0                | 2:0                | 2. místo           |
| 2000/01 | Liga mistrů UEFA             | Osmifinálová skupina A | Valencia CF                   | 1:1                | 0:0                | 2. místo           |
| 2000/01 | Liga mistrů UEFA             | Čtvrtfinále            | FC Bayern Mnichov             | 0:1                | 1:2                | 1:3                |
| 2001/02 | Liga mistrů UEFA             | Základní skupina G     | Lille OSC                     | 1:0                | 1:1                | 2. místo           |
| 2001/02 | Liga mistrů UEFA             | Základní skupina G     | Deportivo de La Coruña        | 2:3                | 1:2                | 2. místo           |
| 2001/02 | Liga mistrů UEFA             | Základní skupina G     | Olympiacos FC                 | 3:0                | 2:0                | 2. místo           |
| 2001/02 | Liga mistrů UEFA             | Osmifinálová skupina A | FC Bayern Mnichov             | 0:0                | 1:1                | 1. místo           |
| 2001/02 | Liga mistrů UEFA             | Osmifinálová skupina A | Boavista FC                   | 3:0                | 3:0                | 1. místo           |
| 2001/02 | Liga mistrů UEFA             | Osmifinálová skupina A | FC Nantes                     | 5:1                | 1:1                | 1. místo           |
| 2001/02 | Liga mistrů UEFA             | Čtvrtfinále            | Deportivo de La Coruña        | 3:2                | 2:0                | 5:2                |
| 2001/02 | Liga mistrů UEFA             | Semifinále             | Bayer 04 Leverkusen           | 2:2                | 1:1                | 3:3                |
| 2002/03 | Liga mistrů UEFA             | 3. předkolo            | Zalaegerszegi TE              | 5:0                | 0:1                | 5:1                |
| 2002/03 | Liga mistrů UEFA             | Základní skupina F     | Maccabi Haifa FC              | 5:2                | 0:3                | 1. místo           |
| 2002/03 | Liga mistrů UEFA             | Základní skupina F     | Bayer 04 Leverkusen           | 2:0                | 2:1                | 1. místo           |
| 2002/03 | Liga mistrů UEFA             | Základní skupina F     | Olympiacos FC                 | 4:0                | 3:2                | 1. místo           |
| 2002/03 | Liga mistrů UEFA             | Osmifinálová skupina D | FC Basel 1893                 | 1:1                | 3:1                | 1. místo           |
| 2002/03 | Liga mistrů UEFA             | Osmifinálová skupina D | Deportivo de La Coruña        | 2:0                | 0:2                | 1. místo           |
| 2002/03 | Liga mistrů UEFA             | Osmifinálová skupina D | Juventus FC                   | 2:1                | 3:0                | 1. místo           |
| 2002/03 | Liga mistrů UEFA             | Čtvrtfinále            | Real Madrid CF                | 4:3                | 1:3                | 5:6                |
| 2003/04 | Liga mistrů UEFA             | Základní skupina E     | Panathinaikos FC              | 5:0                | 1:0                | 1. místo           |
| 2003/04 | Liga mistrů UEFA             | Základní skupina E     | VfB Stuttgart                 | 2:0                | 1:2                | 1. místo           |
| 2003/04 | Liga mistrů UEFA             | Základní skupina E     | Rangers FC                    | 3:0                | 1:0                | 1. místo           |
| 2003/04 | Liga mistrů UEFA             | Osmifinále             | FC Porto                      | 1:1                | 1:2                | 2:3                |
| 2004/05 | Liga mistrů UEFA             | 3. předkolo            | FC Dinamo București           | 3:0                | 2:1                | 5:1                |
| 2004/05 | Liga mistrů UEFA             | Základní skupina D     | Olympique Lyon                | 2:1                | 2:2                | 2. místo           |
| 2004/05 | Liga mistrů UEFA             | Základní skupina D     | Fenerbahçe SK                 | 6:2                | 0:3                | 2. místo           |
| 2004/05 | Liga mistrů UEFA             | Základní skupina D     | AC Sparta Praha               | 0:0                | 4:1                | 2. místo           |
| 2004/05 | Liga mistrů UEFA             | Osmifinále             | AC Milan                      | 0:1                | 0:1                | 0:2                |
| 2005/06 | Liga mistrů UEFA             | 3. předkolo            | Debreceni VSC                 | 3:0                | 3:0                | 6:0                |
| 2005/06 | Liga mistrů UEFA             | Základní skupina D     | Villarreal CF                 | 0:0                | 0:0                | 4. místo           |
| 2005/06 | Liga mistrů UEFA             | Základní skupina D     | SL Benfica                    | 2:1                | 1:2                | 4. místo           |
| 2005/06 | Liga mistrů UEFA             | Základní skupina D     | Lille OSC                     | 0:0                | 0:1                | 4. místo           |
| 2006/07 | Liga mistrů UEFA             | Základní skupina F     | Celtic FC                     | 3:2                | 0:1                | 1. místo           |
| 2006/07 | Liga mistrů UEFA             | Základní skupina F     | SL Benfica                    | 3:1                | 1:0                | 1. místo           |
| 2006/07 | Liga mistrů UEFA             | Základní skupina F     | FC København                  | 3:0                | 1:1                | 1. místo           |
| 2006/07 | Liga mistrů UEFA             | Osmifinále             | Lille OSC                     | 1:0                | 1:0                | 2:0                |
| 2006/07 | Liga mistrů UEFA             | Čtvrtfinále            | AS Roma                       | 7:1                | 1:2                | 8:3                |
| 2006/07 | Liga mistrů UEFA             | Semifinále             | AC Milan                      | 3:2                | 0:3                | 3:5                |
| 2007/08 | Liga mistrů UEFA             | Základní skupina F     | Sporting CP                   | 2:1                | 1:0                | 1. místo           |
| 2007/08 | Liga mistrů UEFA             | Základní skupina F     | AS Roma                       | 1:0                | 1:1                | 1. místo           |
| 2007/08 | Liga mistrů UEFA             | Základní skupina F     | FK Dynamo Kyjev               | 4:0                | 4:2                | 1. místo           |
| 2007/08 | Liga mistrů UEFA             | Osmifinále             | Olympique Lyon                | 1:0                | 1:1                | 2:1                |
| 2007/08 | Liga mistrů UEFA             | Čtvrtfinále            | AS Roma                       | 1:0                | 2:0                | 3:0                |
| 2007/08 | Liga mistrů UEFA             | Semifinále             | FC Barcelona                  | 1:0                | 0:0                | 1:0                |
| 2007/08 | Liga mistrů UEFA             | Finále                 | Chelsea FC                    | 1:1 (6:5 pen.)     | 1:1 (6:5 pen.)     | 1:1 (6:5 pen.)     |
| 2008    | Superpohár UEFA              | Finále                 | FK Zenit Sankt-Petěrburg      | 1:2                | 1:2                | 1:2                |
| 2008    | MS ve fotbale klubů          | Semifinále             | Gamba Osaka                   | 5:3                | 5:3                | 5:3                |
| 2008    | MS ve fotbale klubů          | Finále                 | LDU Quito                     | 1:0                | 1:0                | 1:0                |
| 2008/09 | Liga mistrů UEFA             | Základní skupina E     | Villarreal CF                 | 0:0                | 0:0                | 1. místo           |
| 2008/09 | Liga mistrů UEFA             | Základní skupina E     | Aalborg BK                    | 2:2                | 3:0                | 1. místo           |
| 2008/09 | Liga mistrů UEFA             | Základní skupina E     | Celtic FC                     | 3:0                | 1:1                | 1. místo           |
| 2008/09 | Liga mistrů UEFA             | Osmifinále             | FC Internazionale Milano      | 2:0                | 0:0                | 2:0                |
| 2008/09 | Liga mistrů UEFA             | Čtvrtfinále            | FC Porto                      | 2:2                | 1:0                | 3:2                |
| 2008/09 | Liga mistrů UEFA             | Semifinále             | Arsenal FC                    | 1:0                | 3:1                | 4:1                |
| 2008/09 | Liga mistrů UEFA             | Finále                 | FC Barcelona                  | 0:2                | 0:2                | 0:2                |
| 2009/10 | Liga mistrů UEFA             | Základní skupina B     | Beşiktaş JK                   | 0:1                | 1:0                | 1. místo           |
| 2009/10 | Liga mistrů UEFA             | Základní skupina B     | VfL Wolfsburg                 | 2:1                | 3:1                | 1. místo           |
| 2009/10 | Liga mistrů UEFA             | Základní skupina B     | PFK CSKA Moskva               | 3:3                | 1:0                | 1. místo           |
| 2009/10 | Liga mistrů UEFA             | Osmifinále             | AC Milan                      | 4:0                | 3:2                | 7:2                |
| 2009/10 | Liga mistrů UEFA             | Čtvrtfinále            | FC Bayern Mnichov             | 3:2                | 1:2                | 4:4                |
| 2010/11 | Liga mistrů UEFA             | Základní skupina C     | Rangers FC                    | 0:0                | 1:0                | 1. místo           |
| 2010/11 | Liga mistrů UEFA             | Základní skupina C     | Valencia CF                   | 1:1                | 1:0                | 1. místo           |
| 2010/11 | Liga mistrů UEFA             | Základní skupina C     | Bursaspor                     | 1:0                | 3:0                | 1. místo           |
| 2010/11 | Liga mistrů UEFA             | Osmifinále             | Olympique de Marseille        | 2:1                | 0:0                | 2:1                |
| 2010/11 | Liga mistrů UEFA             | Čtvrtfinále            | Chelsea FC                    | 2:1                | 1:0                | 3:1                |
| 2010/11 | Liga mistrů UEFA             | Semifinále             | Schalke 04                    | 4:1                | 2:0                | 6:1                |
| 2010/11 | Liga mistrů UEFA             | Finále                 | FC Barcelona                  | 1:3                | 1:3                | 1:3                |
| 2011/12 | Liga mistrů UEFA             | Základní skupina C     | SL Benfica                    | 2:2                | 1:1                | 3. místo           |
| 2011/12 | Liga mistrů UEFA             | Základní skupina C     | FC Basel 1893                 | 3:3                | 1:2                | 3. místo           |
| 2011/12 | Liga mistrů UEFA             | Základní skupina C     | FC Oțelul Galați              | 2:0                | 2:0                | 3. místo           |
| 2011/12 | Evropská liga UEFA           | Šestnáctifinále        | AFC Ajax                      | 1:2                | 2:0                | 3:2                |
| 2011/12 | Evropská liga UEFA           | Osmifinále             | Athletic Bilbao               | 2:3                | 1:2                | 3:5                |
| 2012/13 | Liga mistrů UEFA             | Základní skupina H     | Galatasaray SK                | 1:0                | 0:1                | 1. místo           |
| 2012/13 | Liga mistrů UEFA             | Základní skupina H     | CFR Cluj                      | 0:1                | 2:1                | 1. místo           |
| 2012/13 | Liga mistrů UEFA             | Základní skupina H     | SC Braga                      | 3:2                | 3:1                | 1. místo           |
| 2012/13 | Liga mistrů UEFA             | Osmifinále             | Real Madrid CF                | 1:2                | 1:1                | 2:3                |
| 2013/14 | Liga mistrů UEFA             | Základní skupina A     | Bayer 04 Leverkusen           | 4:2                | 5:0                | 1. místo           |
| 2013/14 | Liga mistrů UEFA             | Základní skupina A     | FK Šachtar Doněck             | 1:0                | 1:1                | 1. místo           |
| 2013/14 | Liga mistrů UEFA             | Základní skupina A     | Real Sociedad                 | 1:0                | 0:0                | 1. místo           |
| 2013/14 | Liga mistrů UEFA             | Osmifinále             | Olympiacos FC                 | 3:0                | 0:2                | 3:2                |
| 2013/14 | Liga mistrů UEFA             | Čtvrtfinále            | FC Bayern Mnichov             | 1:1                | 1:3                | 2:4                |
| 2015/16 | Liga mistrů UEFA             | 4. předkolo            | Club Brugge KV                | 3:1                | 4:0                | 7:1                |
| 2015/16 | Liga mistrů UEFA             | Základní skupina B     | PSV Eindhoven                 | 0:0                | 1:2                | 3. místo           |
| 2015/16 | Liga mistrů UEFA             | Základní skupina B     | VfL Wolfsburg                 | 2:1                | 2:3                | 3. místo           |
| 2015/16 | Liga mistrů UEFA             | Základní skupina B     | PFK CSKA Moskva               | 1:0                | 1:1                | 3. místo           |
| 2015/16 | Evropská liga UEFA           | Šestnáctifinále        | FC Midtjylland                | 1:2                | 5:1                | 6:3                |
| 2015/16 | Evropská liga UEFA           | Osmifinále             | Liverpool FC                  | 1:1                | 0:2                | 1:3                |
| 2016/17 | Evropská liga UEFA           | Základní skupina A     | Feyenoord                     | 4:0                | 0:1                | 2. místo           |
| 2016/17 | Evropská liga UEFA           | Základní skupina A     | FK Zorja Luhansk              | 1:0                | 2:0                | 2. místo           |
| 2016/17 | Evropská liga UEFA           | Základní skupina A     | Fenerbahçe SK                 | 4:1                | 1:2                | 2. místo           |
| 2016/17 | Evropská liga UEFA           | Šestnáctifinále        | AS Saint-Étienne              | 3:0                | 1:0                | 4:0                |
| 2016/17 | Evropská liga UEFA           | Osmifinále             | FK Rostov                     | 1:0                | 1:1                | 2:1                |
| 2016/17 | Evropská liga UEFA           | Čtvrtfinále            | RSC Anderlecht                | 2:1                | 1:1                | 3:2                |
| 2016/17 | Evropská liga UEFA           | Semifinále             | Celta de Vigo                 | 1:1                | 1:0                | 2:1                |
| 2016/17 | Evropská liga UEFA           | Finále                 | AFC Ajax                      | 2:0                | 2:0                | 2:0                |
| 2017/18 | Liga mistrů UEFA             | Základní skupina A     | FC Basel                      | 3:0                | 0:1                | 1. místo           |
| 2017/18 | Liga mistrů UEFA             | Základní skupina A     | PFK CSKA Moskva               | 2:1                | 4:1                | 1. místo           |
| 2017/18 | Liga mistrů UEFA             | Základní skupina A     | SL Benfica                    | 2:0                | 1:0                | 1. místo           |
| 2017/18 | Liga mistrů UEFA             | Osmifinále             | Sevilla FC                    | 0:0                | 1:2                | 1:2                |
| 2018/19 | Liga mistrů UEFA             | Základní skupina H     | BSC Young Boys                | 1:0                | 3:0                | 2. místo           |
| 2018/19 | Liga mistrů UEFA             | Základní skupina H     | Valencia CF                   | 0:0                | 1:2                | 2. místo           |
| 2018/19 | Liga mistrů UEFA             | Základní skupina H     | Juventus FC                   | 0:1                | 2:1                | 2. místo           |
| 2018/19 | Liga mistrů UEFA             | Osmifinále             | Paris Saint-Germain FC        | 0:2                | 3:1                | 3:3 (v)            |
| 2018/19 | Liga mistrů UEFA             | Čtvrtfinále            | FC Barcelona                  | 0:1                | 0:3                | 0:4                |
| 2019/20 | Evropská liga UEFA           | Základní skupina L     | FC Astana                     | 1:0                | 1:2                | 1. místo           |
| 2019/20 | Evropská liga UEFA           | Základní skupina L     | AZ Alkmaar                    | 4:0                | 0:0                | 1. místo           |
| 2019/20 | Evropská liga UEFA           | Základní skupina L     | FK Partizan                   | 3:0                | 1:0                | 1. místo           |
| 2019/20 | Evropská liga UEFA           | Šestnáctifinále        | Club Brugge KV                | 5:0                | 1:1                | 6:1                |
| 2019/20 | Evropská liga UEFA           | Osmifinále             | LASK Linz                     | 2:1                | 5:0                | 7:1                |
| 2019/20 | Evropská liga UEFA           | Čtvrtfinále            | FC København                  | 1:0 po prodloužení | 1:0 po prodloužení | 1:0 po prodloužení |
| 2019/20 | Evropská liga UEFA           | Semifinále             | Sevilla FC                    | 1:2                | 1:2                | 1:2                |
| 2020/21 | Liga mistrů UEFA             | Základní skupina H     | Paris Saint-Germain FC        | 1:3                | 2:1                | 3. místo           |
| 2020/21 | Liga mistrů UEFA             | Základní skupina H     | RB Lipsko                     | 5:0                | 2:3                | 3. místo           |
| 2020/21 | Liga mistrů UEFA             | Základní skupina H     | İstanbul Başakşehir FK        | 4:1                | 1:2                | 3. místo           |
| 2020/21 | Evropská liga UEFA           | Šestnáctifinále        | Real Sociedad                 | 0:0                | 4:0                | 4:0                |
| 2020/21 | Evropská liga UEFA           | Osmifinále             | AC Milan                      | 1:1                | 1:1                | 2:1                |
| 2020/21 | Evropská liga UEFA           | Čtvrtfinále            | Granada CF                    | 2:0                | 2:0                | 4:0                |
| 2020/21 | Evropská liga UEFA           | Semifinále             | AS Roma                       | 6:2                | 2:3                | 8:5                |
| 2020/21 | Evropská liga UEFA           | Finále                 | Villareal CF                  | 1:2                | 1:2                | 1:2                |
| 2021/22 | Liga mistrů UEFA             | Základní skupina F     | Villareal CF                  | 2:1                | 2:0                | 1. místo           |
| 2021/22 | Liga mistrů UEFA             | Základní skupina F     | Atalanta Bergamo              | 3:2                | 2:2                | 1. místo           |
| 2021/22 | Liga mistrů UEFA             | Základní skupina F     | BSC Young Boys                | 1:1                | 1:2                | 1. místo           |
| 2021/22 | Liga mistrů UEFA             | Osmifinále             | Atlético Madrid               | 0:1                | 1:1                |                    |
| 2022/23 | Evropská liga UEFA           | Základní skupina E     | Real Sociedad                 | 0:1                | 1:0                | 2. místo           |
| 2022/23 | Evropská liga UEFA           | Základní skupina E     | Sheriff Tiraspol              | 3:0                | 2:0                | 2. místo           |
| 2022/23 | Evropská liga UEFA           | Základní skupina E     | Omonia Nikósie                | 1:0                | 3:2                | 2. místo           |
| 2022/23 | Evropská liga UEFA           | Předkolo play-off      | FC Barcelona                  | 2:1                | 2:2                | 4:3                |
| 2022/23 | Evropská liga UEFA           | Osmifinále             | Real Betis                    | 4:1                | 1:0                | 5:1                |
| 2022/23 | Evropská liga UEFA           | Čtvrtfinále            | Sevilla FC                    | 2:2                | 0:3                | 2:5                |
| 2023/24 | Liga mistrů UEFA             | Základní skupina A     | FC Bayern Mnichov             | 0:1                | 3:4                | 4. místo           |
| 2023/24 | Liga mistrů UEFA             | Základní skupina A     | FC København                  | 1:0                | 3:4                | 4. místo           |
| 2023/24 | Liga mistrů UEFA             | Základní skupina A     | Galatasaray SK                | 2:3                | 3:3                | 4. místo           |

## Fanoušci

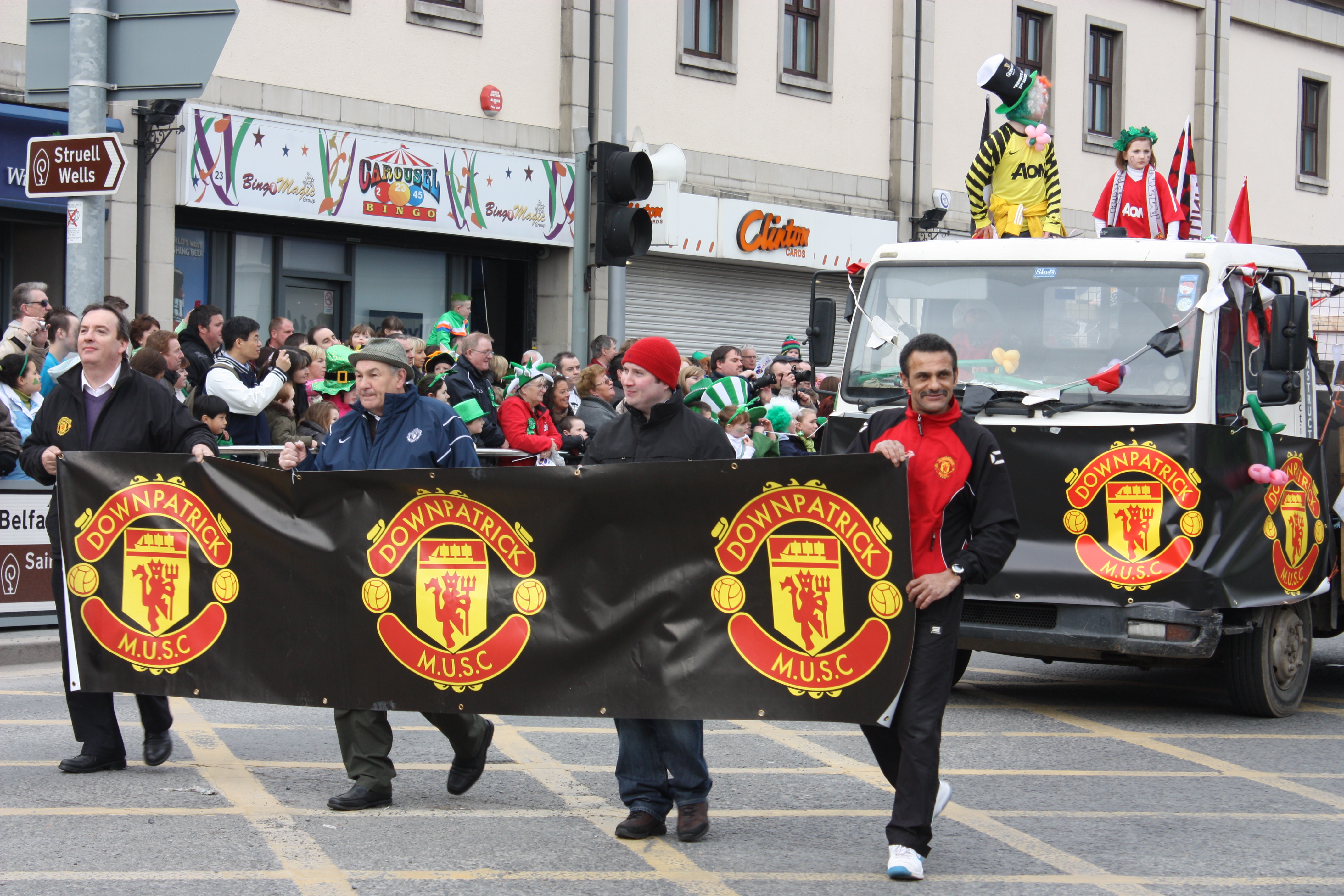
Fanoušci

Před druhou světovou válkou jezdilo na zápasy venku kvůli vysoké ceně a časovým nárokům jen málo fanoušků. Týmy United a City se střídali každou sobotu v domácích zápasech, a tak mnoho fanoušků chodilo fandit na oba stadiony. To se změnilo až po válce, kdy se mezi oběma týmy vyvinula silná rivalita.
Když v roce 1956 vyhráli United ligu, překonaly i několik let starý rekord Newcastlu v průměrné návštěvnosti na zápas. Pak přišla letecká tragédie v Mnichově, kterou si klub získal fanoušky i mimo Manchesterskou aglomeraci. Snížily se i ceny za dopravu, a tak začalo čím dál více fanoušků cestovat za svým oblíbeným týmem. Od té doby je návštěvnost na zápasy United skoro každý rok nejvyšší v celém anglickém fotbalu. Dokonce i v sezóně, kdy tým spadl v sezóně 1974 - 1975 do druhé divize.
V posledních letech bývá stadion na většině zápasů téměř nebo úplně vyprodán, návštěva pod 70 000 je výjimkou.

## Sponzoři
| Období    | Výrobce dresů | Sponzor na dresu  |
| --------- | ------------- | ----------------- |
| 1945–1975 | Umbro         | žádný             |
| 1975–1980 | Admiral       | žádný             |
| 1980–1982 | Adidas        | žádný             |
| 1982–1992 | Adidas        | Sharp Electronics |
| 1992–2000 | Umbro         | Sharp Electronics |
| 2000–2002 | Umbro         | Vodafone          |
| 2002–2006 | Nike          | Vodafone          |
| 2006–2010 | Nike          | AIG               |
| 2010–2014 | Nike          | Aon               |
| 2014–2015 | Nike          | Chevrolet         |
| 2015–0000 | Adidas        | Chevrolet         |

Prvním sponzorem na dresu Manchesteru United byla společnost Sharp Electronics. Tento kontrakt byl uzavřen na 5 let za částku 500.000£ (kontrakt začal na začátku sezony 1982/1983). S touto společností se United rozloučili nakonec až v roce 1999/2000.
Následným sponzorem byl Vodafone, který podepsal smlouvu na 4 roky za částku 30.000.000£. Po dvou letech Vodafone prodloužil smlouvu s United o další 2 roky (celkem s předchozí smlouvou 6 let) za částku 36.000.000£.
Od roku 2006/2007 sponzorovala tým Americká pojišťovací společnost AIG, která uzavřela smlouvu na 4 roky za částku 56.500.000£ (nejvyšší fotbalová smlouva na světě).
Zatím posledním sponzorem je společnost Aon, která uzavřela smlouvu na 4 roky za cenu cca 80.000.000£. Tato smlouva se stala tedy nejvyšší ve fotbalovém světě.
K tréninkové sadě dresů se přihlásila v srpnu 2011 firma DHL, která za 4 roky zaplatí cca 40.000.000£.
Prvním výrobcem dresů Manchesteru United se stala firma Umbro, následovali firmy: Admiral (1975), Adidas (1980), opět Umbro (1992) a Nike (2002). S firmou Nike byla podepsána smlouva až do roku 2015 za rekordní částku 302.900.000£. Klub sponzorují také společnosti jako Chevrolet, Audi, Epson či Budweiser.

## Významné osobnosti klubu

### Legendární hráči
| Před Busbym - Billy Meredith - Joe Spence - Sandy Turnbull Padesátá a šedesátá léta - John Aston - George Best - Shay Brennan - Roger Byrne - Johnny Carey - Bobby Charlton - Pat Crerand - Tony Dunne - Duncan Edwards - Bill Foulkes - Denis Law - Charlie Mitten - Stan Pearson - Jack Rowley - Nobby Stiles - Tommy Taylor - Dennis Viollet - David Herd |  | Sedmdesátá a osmdesátá léta - Arthur Albiston - Clayton Blackmore - Martin Buchan - Steve Coppell - Michael Duxbury - Sammy McIlroy - Gordon McQueen - Lou Macari - Alex Stepney - Gordon Strachan - Norman Whiteside - Ray Wilkins - Gary Bailey - Bryan Robson |  | Devadesátá léta - David Beckham - Steve Bruce - Nicky Butt - Eric Cantona - Andrew Cole - Ryan Giggs - Mark Hughes - Paul Ince - Denis Irwin - Andrei Kanchelskis - Roy Keane - Brian McClair - Gary Neville - Gary Pallister - Peter Schmeichel - Paul Scholes - Ole Gunnar Solskjær - Jaap Stam - Dwight Yorke |  | 21. století - Laurent Blanc - Rio Ferdinand - Cristiano Ronaldo - Wayne Rooney - Ruud van Nistelrooy - Edwin van der Sar - Pak Či-Song |

### Trenéři
| Rok       | Jméno                | Poznámka                                                         |
| --------- | -------------------- | ---------------------------------------------------------------- |
| 1878–1892 | neznámo              |                                                                  |
| 1892–1900 | A. H. Albut          |                                                                  |
| 1900–1903 | James West           |                                                                  |
| 1903–1912 | Ernest Mangnall      |                                                                  |
| 1912–1914 | John Bentley         |                                                                  |
| 1914–1922 | Jack Robson          |                                                                  |
| 1922–1926 | John Chapman         | První trenér, který nepochází z Anglie                           |
| 1926–1927 | Lal Hilditch         | Nejkratší dobu působící trenér v historii klubu                  |
| 1927–1931 | Herbert Bamlett      |                                                                  |
| 1931–1932 | Walter Crickmer      |                                                                  |
| 1932–1937 | Scott Duncan         |                                                                  |
| 1937–1945 | Walter Crickmer      |                                                                  |
| 1945–1969 | Matt Busby           |                                                                  |
| 1969–1970 | Wilf McGuinness      |                                                                  |
| 1970–1971 | Matt Busby           |                                                                  |
| 1971–1972 | Frank O'Farrell      | První trenér, který nepochází ze Spojeného království            |
| 1972–1977 | Tommy Docherty       |                                                                  |
| 1977–1981 | Dave Sexton          |                                                                  |
| 1981–1986 | Ron Atkinson         |                                                                  |
| 1986–2013 | Alex Ferguson        | Nejdéle působící a nejvíce úspěšný trenér v historii klubu       |
| 2013–2014 | David Moyes          |                                                                  |
| 2014      | Ryan Giggs           | Prozatímní hrající trenér                                        |
| 2014–2016 | Louis van Gaal       | První trenér, který nepochází ze Spojeného království nebo Irska |
| 2016–2018 | José Mourinho        |                                                                  |
| 2018–2021 | Ole Gunnar Solskjær  |                                                                  |
| 2021      | Michael Carrick      | Prozatímní trenér                                                |
| 2021–2022 | Ralf Rangnick        | Prozatímní trenér                                                |
| 2022–2024 | Erik ten Hag         |                                                                  |
| 2024–     | Ruud van Nistelrooij | Prozatímní trenér                                                |